# Basilica di San Michele Maggiore
La basilica di San Michele Maggiore, capolavoro di stile romanico lombardo, è una delle principali chiese di Pavia, risalente al VII secolo, fu ricostruita nei secoli XI e XII. La basilica è inserita nell'itinerario Culturale del Consiglio d'Europa Transromanica.

## Storia
La primitiva chiesa intitolata a San Michele Arcangelo fu costruita in età longobarda. L'edificio è infatti documentato per la prima volta ai tempi di Grimoaldo (662-671) e probabilmente la sua fondazione risale a quel periodo. Lo stesso Grimoaldo fu inoltre sepolto nella vicina basilica di Sant'Ambrogio (da lui stesso fondata), che fu sconsacrata nel 1784 e poi trasformata in abitazioni. 
Secondo l'Historia Langobardorum (V, 3) di Paolo Diacono, Unulfo, rimasto fedele al re Bertarido, riparò nella basilica per sfuggire al re Grimoaldo. La basilica primitiva era consacrata a san Michele, ma anche ai santi Eleucadio ed Ennodio.
La basilica di San Michele Maggiore ebbe un ruolo primario nel contesto ecclesiastico pavese. In età carolingia, la chiesa era ancora affidata a un collegio di chierici e fu sede di cerimonie ufficiali. Nell'839 nella basilica fu battezzata Rotruda, figlia dell'imperatore Lotario I e di Ermengarda. Nel X secolo l’edificio compare nei documenti con il nome di San Michele “Maggiore” (probabilmente per distinguerlo dalla chiesa di San Michele Minore, che nel frattempo era sorta appena fuori dalle mura di Pavia) e viene indicato come chiesa palatina, cioè legata al palazzo dei re, che si trovava pochi isolati più a Nord. Alcuni scavi archeologici effettuati presso la basilica nel 2018/2019 hanno portato alla luce resti di edifici altomedievali probabilmente riconducibili al palazzo Reale.

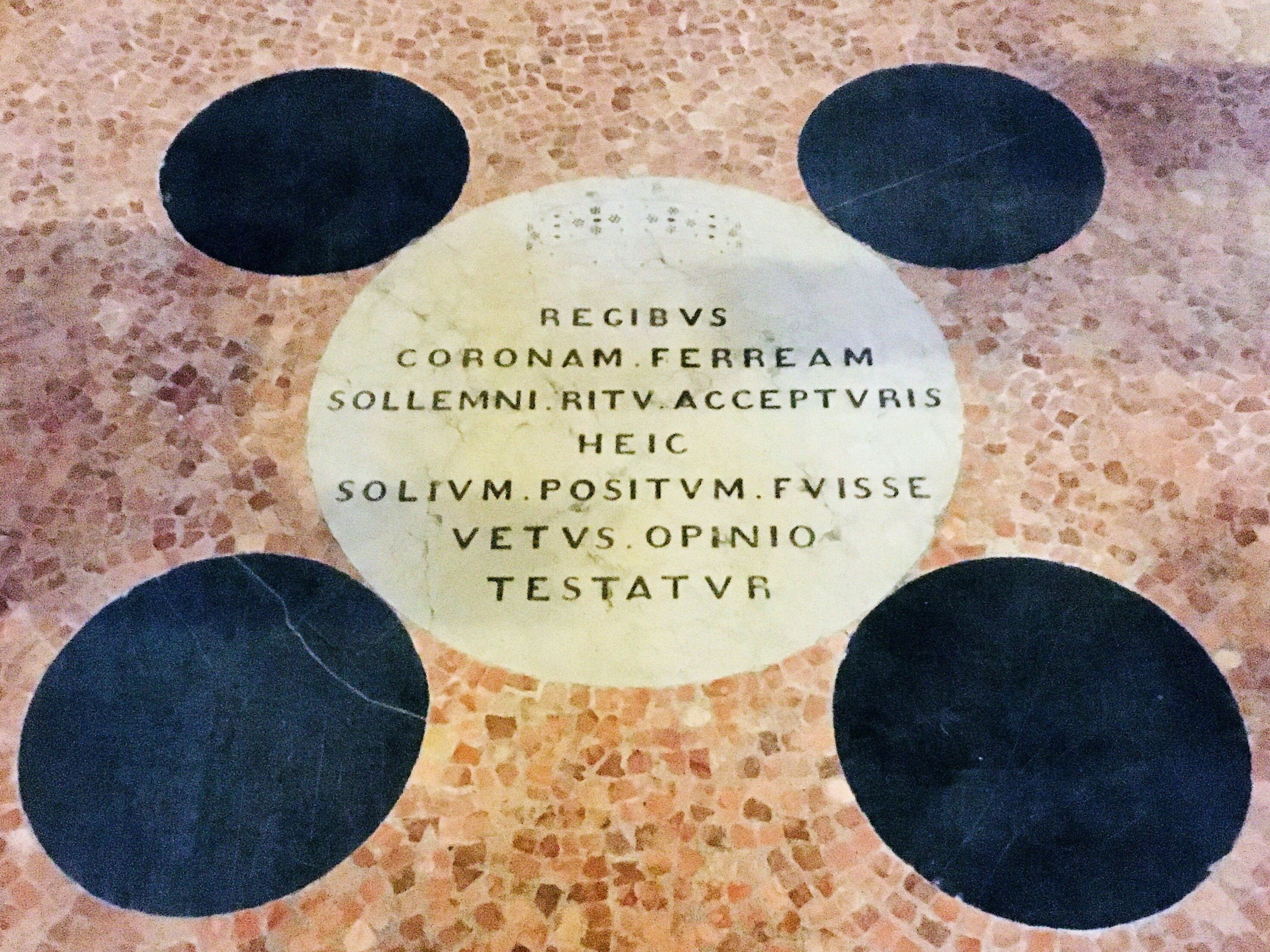
Le cinque pietre, già menzionate nelle Honorantiae civitatis Papiae (1020 circa), sopra le quali veniva posto il trono durante le incoronazioni. La scritta e la rappresentazione della Corona Ferrea nella pietra centrale furono aggiunte nell'Ottocento.

A Pavia fu coniata la prima moneta longobarda, la quale raffigurava proprio la chiesa di San Michele.
Questo primo edificio fu distrutto da un incendio nel 1004. 
La costruzione della nuova chiesa, ossia dell'attuale basilica, iniziò verso la fine dell'XI secolo (a questo periodo risalgono cripta, coro e transetti) e fu sicuramente completata entro l'anno 1130, con una interruzione dovuta al grande terremoto del 3 gennaio 1117. Della chiesa precedente rimane il campanile, risalente al X secolo.
Nella basilica furono (sicuramente) incoronati re d'Italia:
- Berengario I, nell'888[12]
- Guido da Spoleto, nell'889[13]
- Ludovico III, nel 900
- Rodolfo di Borgogna nel 922[13]
- Ugo di Provenza, nel 926
- Berengario II con il figlio Adalberto II, nel 950
- Arduino d'Ivrea, nel 1002
- Enrico II, nel 1004
- Federico I detto il Barbarossa, nel 1155[14]

Nell'attuale Basilica fu quindi incoronato solo, domenica 17 aprile 1155, il giovane Federico Barbarossa.
La basilica ospitò nei secoli altre fastose cerimonie e incoronazioni, come nel febbraio del 1397, quando Gian Galeazzo Visconti volle celebrare il diploma dell'imperatore Venceslao dell'ottobre 1396, con il quale era regolato il sistema successorio del ducato di Milano basandolo sulla primogenitura maschile e veniva per questo creata la contea di Pavia, riservata esclusivamente all'erede al trono. Nell'occasione, il signore fece celebrare la cerimonia ricalcando i modelli delle incoronazioni altomedievali: fu infatti accolto dal vescovo e dagli aristocratici della città fuori dalle mura e, con le insegne ducali e comitali, raggiunse in processione la basilica dove fu celebrata una messa solenne, alla quale seguirono tornei di cavalieri e banchetti. In omaggio alle prerogative regie della basilica, il primo duca di Milano, Gian Galeazzo Visconti, dispose che, dopo la sua morte, il suo corpo venisse sepolto nella certosa di Pavia, mentre il suo cuore doveva essere conservato nella basilica di San Michele.

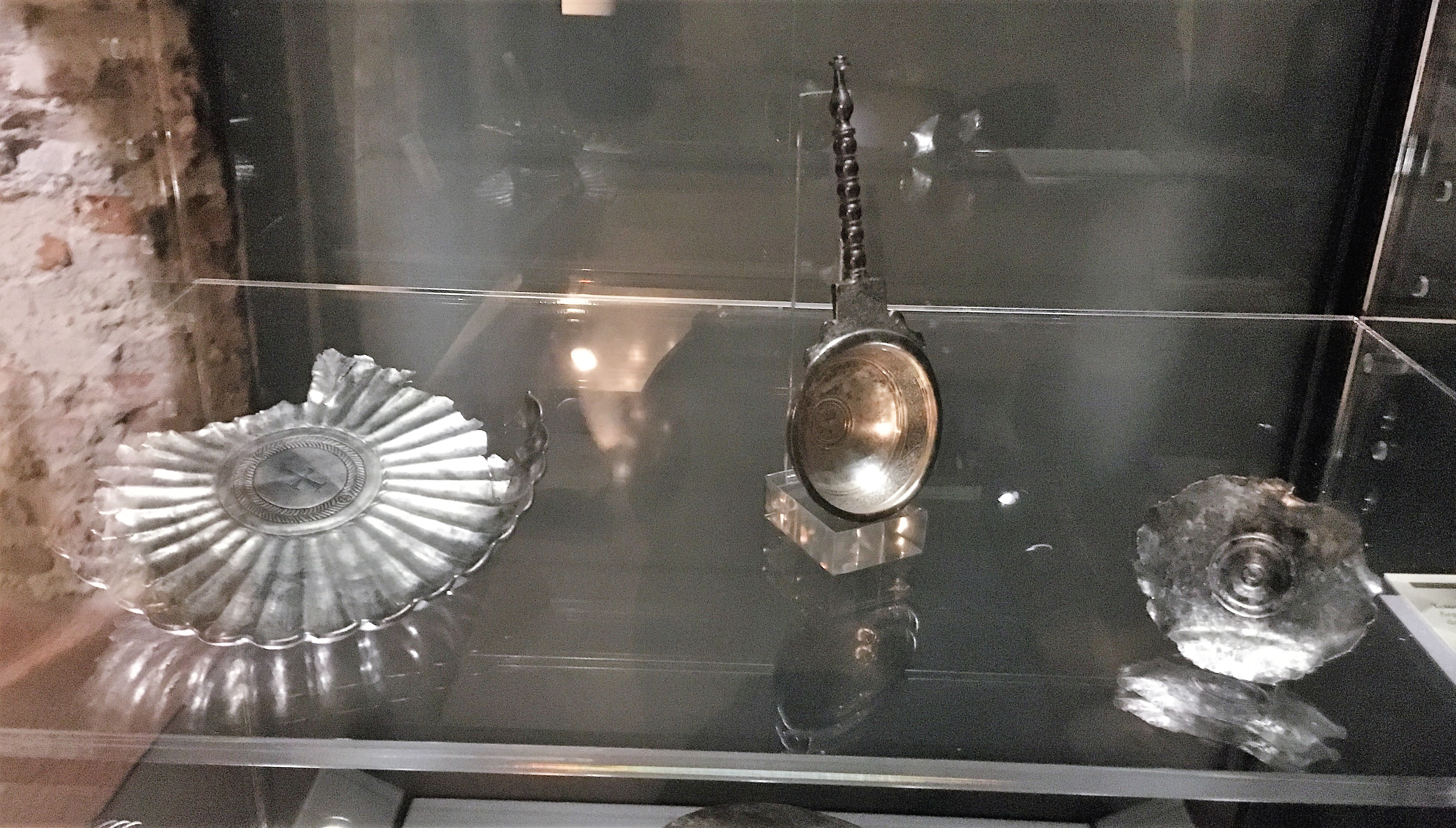
Alcune delle suppellettili in argento rinvenute nel 1968, V- VI secolo, Pavia, Musei Civici.

La visita apostolica di Angelo Peruzzi del 1576 la basilica annoverava dodici canonici e sette cappellani (mentre i parrocchiani erano circa 800), saliti, nel 1769, a 30 sacerdoti e sei chierici (divisi tra la basilica e le chiese sussidiarie di San Marino, San Giovanni in Borgo, San Pietro in Vincoli, San Luca, Sant'Antonio e gli oratori del Luogo Pio delle Convertite, di San Simone, di Santa Maria Assunta). Negli stessi anni crebbe anche il numero dei parrocchiani: 4.800 nel 1807, 5.250 nel 1845. 
Nel 1966 venne eseguito un trattamento sulla facciata della basilica ad opera dell'architetto Piero Sanpaolesi che sfruttò la tecnica di consolidamento tramite fluosilicati per riparare danni superficiali ed evitare il distacco di parti decoese. L'intervento ridusse notevolmente la porosità e la capacità di assorbimento dell'acqua e fu per questo molto criticato.
Durante alcuni lavori eseguiti nella basilica nel 1968 furono rinvenuti al di sotto di una tomba alla cappuccina, datata tra l'XI e il XII secolo, preziosi manufatti argentei di fattura ostrogota, ora conservati presso i Musei Civici. Si tratta di oggetti, piatti, un cucchiaio e un frammento di coppa, non liturgici e nascosti, con tutta probabilità, prima del X secolo, forse parte del tesoro originario della basilica.

## Descrizione

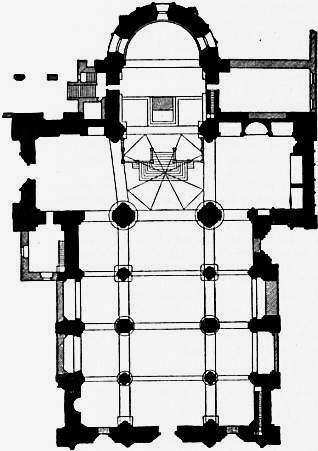
La pianta della Basilica di San Michele maggiore di Pavia, illustrazione tratta dall'Enciclopedia Britannica (1911).

### Architettura
La basilica di San Michele è considerata il prototipo della chiesa romanica medievale, tra le chiese medievali che vanta Pavia, quali San Pietro in ciel d'oro e San Teodoro. San Michele si discosta dalle altre chiese cittadine per l'utilizzo estensivo, sia per la struttura che per le decorazioni, della fragile pietra arenaria color ocra invece del cotto, e anche per la particolare conformazione architettonica, che prevede una pianta a croce latina, con un transetto eccezionalmente sviluppato, molto sporgente rispetto al corpo longitudinale del fabbricato, a differenza di quanto accade, per esempio, in San Pietro in Ciel d'Oro, dove il transetto non sporge dal corpo di fabbrica rettangolare della chiesa. 
Tale transetto, dotato di una propria facciata sul lato settentrionale, di una propria finta abside nel lato opposto e di una volta a botte sostanzialmente diversa dalle volte a crociera delle restanti parti della chiesa, costituisce quasi un corpo autonomo, una seconda chiesa compenetrata a quella principale: una soluzione (in ambito italiano) inedita per quei tempi. Tuttavia, tale caratteristica è tipica dell’architettura ottoniana e salica il cui modello fu il duomo di Spira. Si ipotizzato inoltre che i grandi contrafforti del transetto, sovradimensionati per la copertura formata a volte a botte, siano stati invece ideati per sostenere volte a crociera di modello tedesco, il che potrebbe provare la presenza di maestranze di area germanica, probabilmente renana, nel cantiere della basilica.
Le dimensioni della basilica (lunghezza: 55 metri; larghezza al transetto: 38 metri) evidenziano l'importanza di questa parte della struttura. All'incrocio tra navata e transetto si alza l'ardita cupola ottagonale (assai asimmetrica), su pennacchi di tipo lombardo. La cupola, esternamente, è coperta da un tiburio decorato da cinque arcate sui lati maggiori e tre su quelli minori diagonali.
La pianta a croce latina presenta una suddivisione in tre navate, a ciascuna delle quali corrisponde un portale sulla facciata. La navata centrale è larga il doppio delle laterali. Il transetto presenta una propria facciata con tanto di portale d'accesso, situato sul lato nord. Tale facciata è sostanzialmente differente da quella principale, in quanto meno ricca di dettagli, ma dispone di una propria ampia piazzetta indipendente in funzione di sagrato:

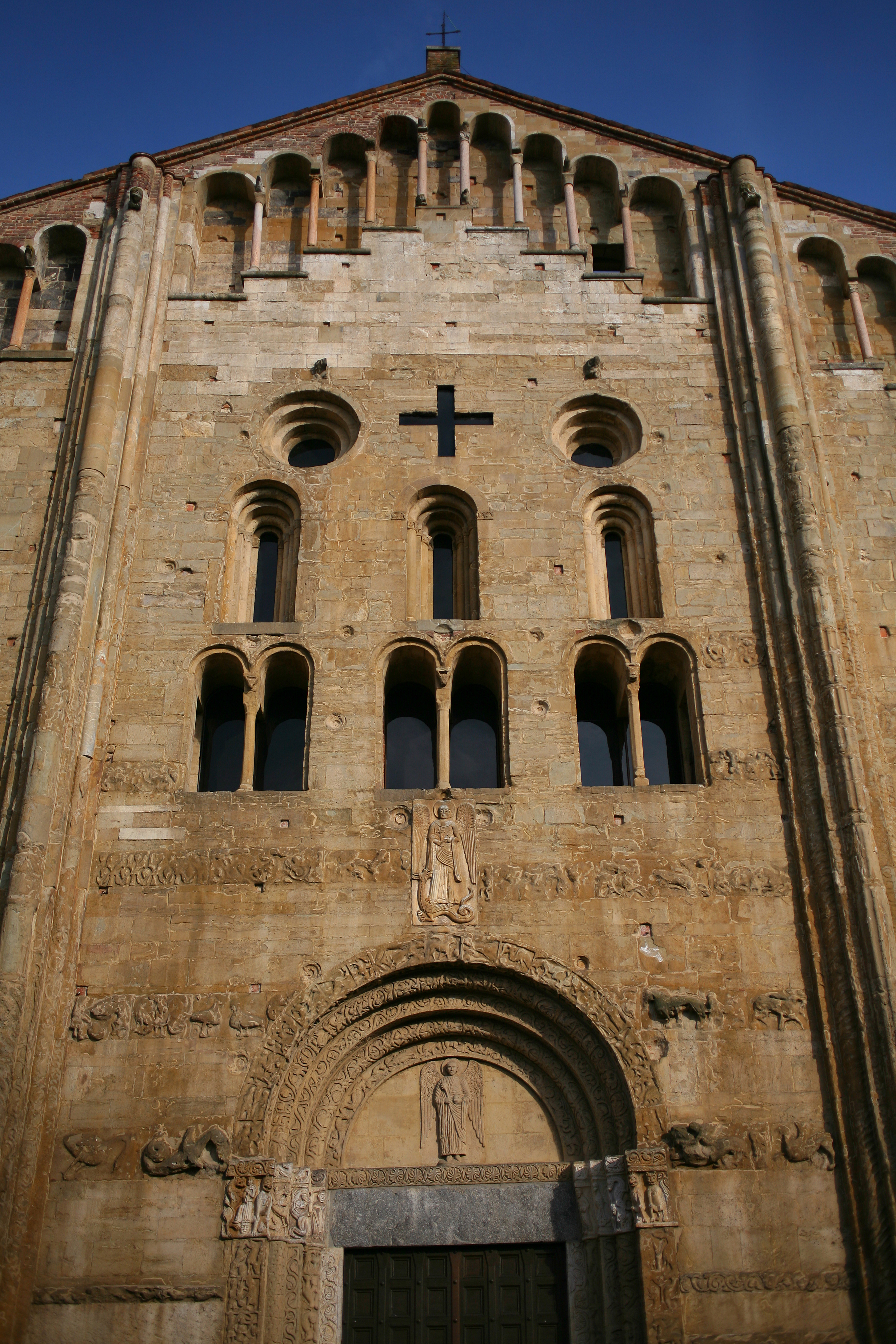
Particolare della facciata.
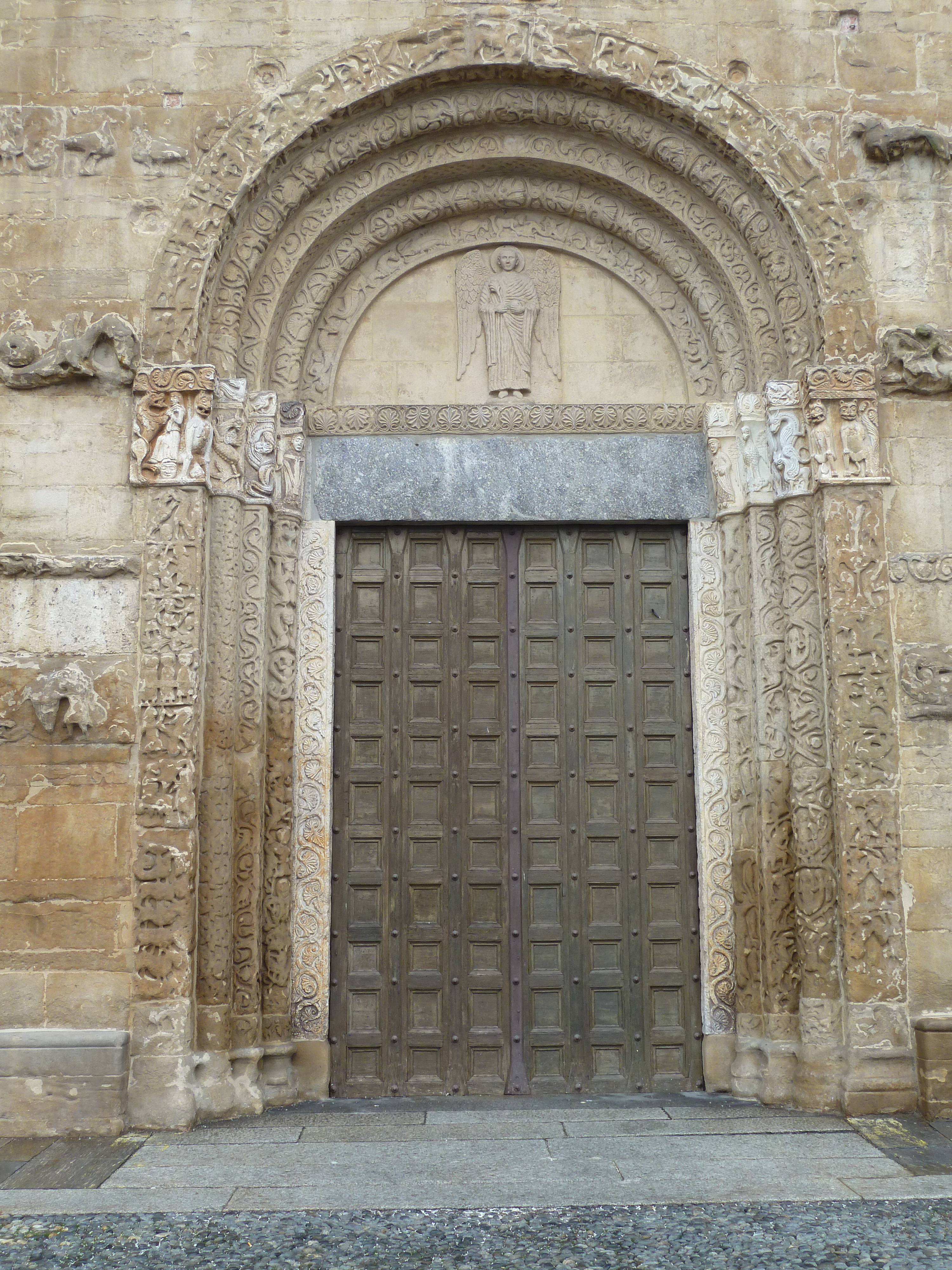
Il portale principale.
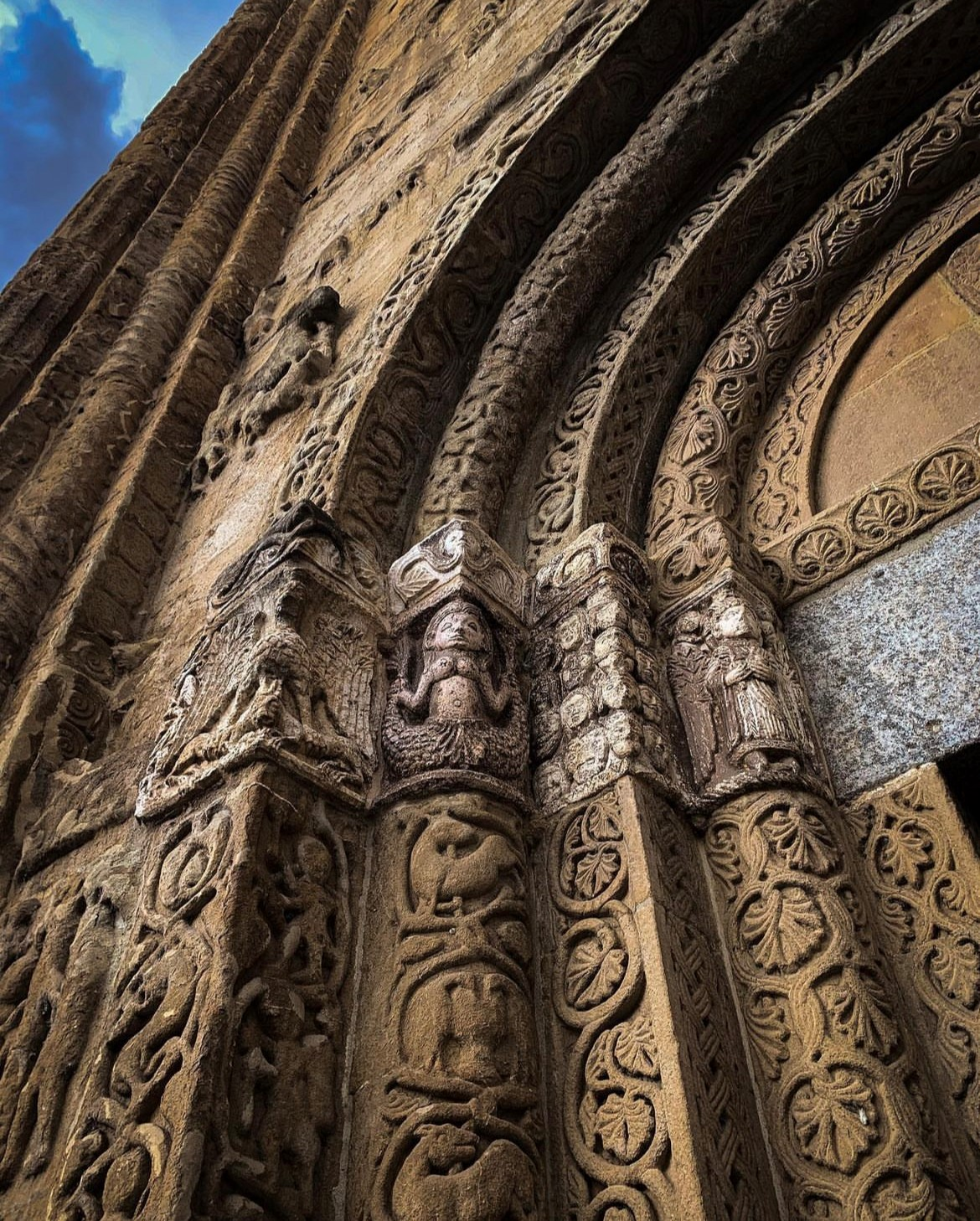
Particolare del portale laterale destro.
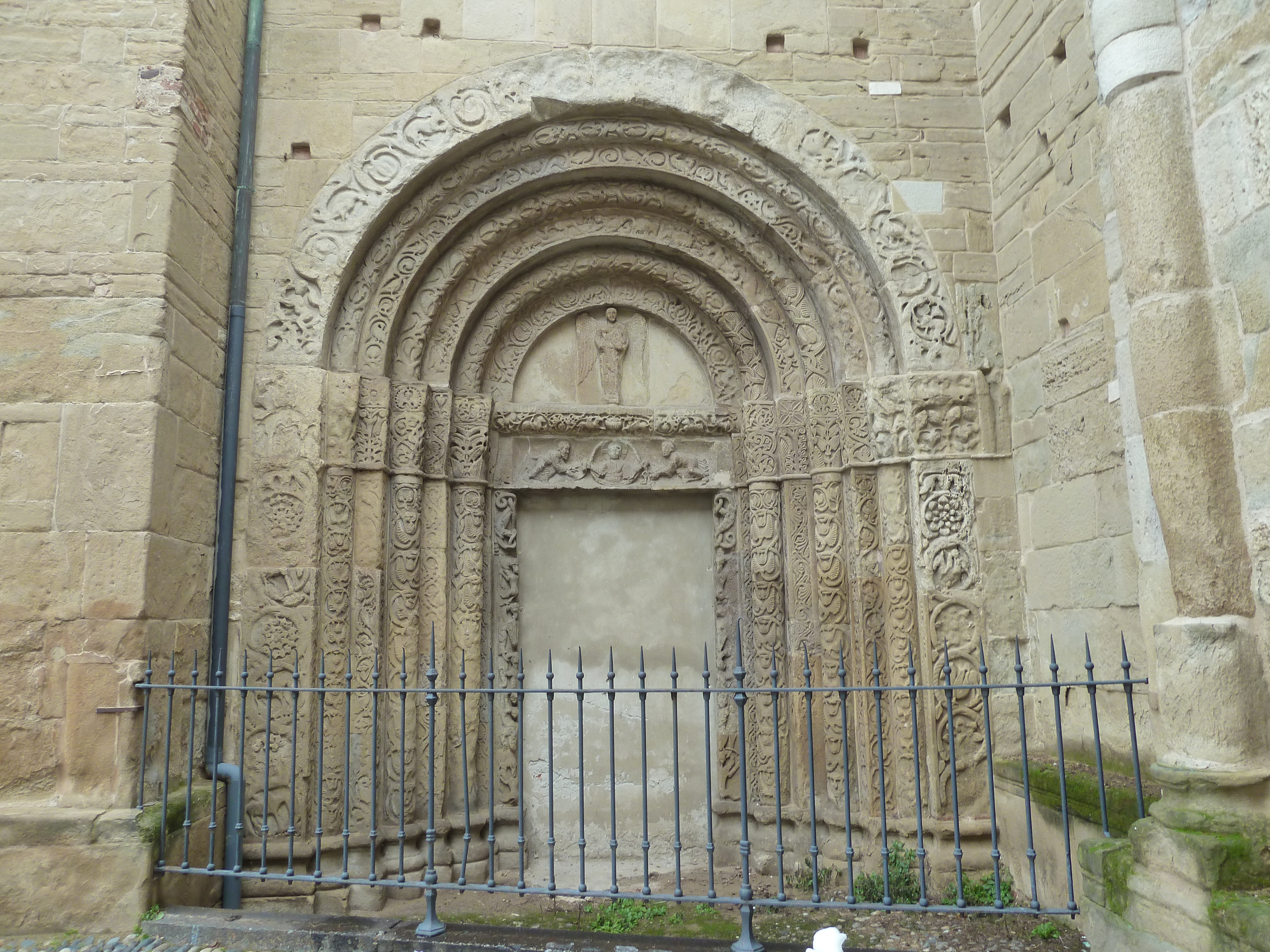
La Porta Speciosa.
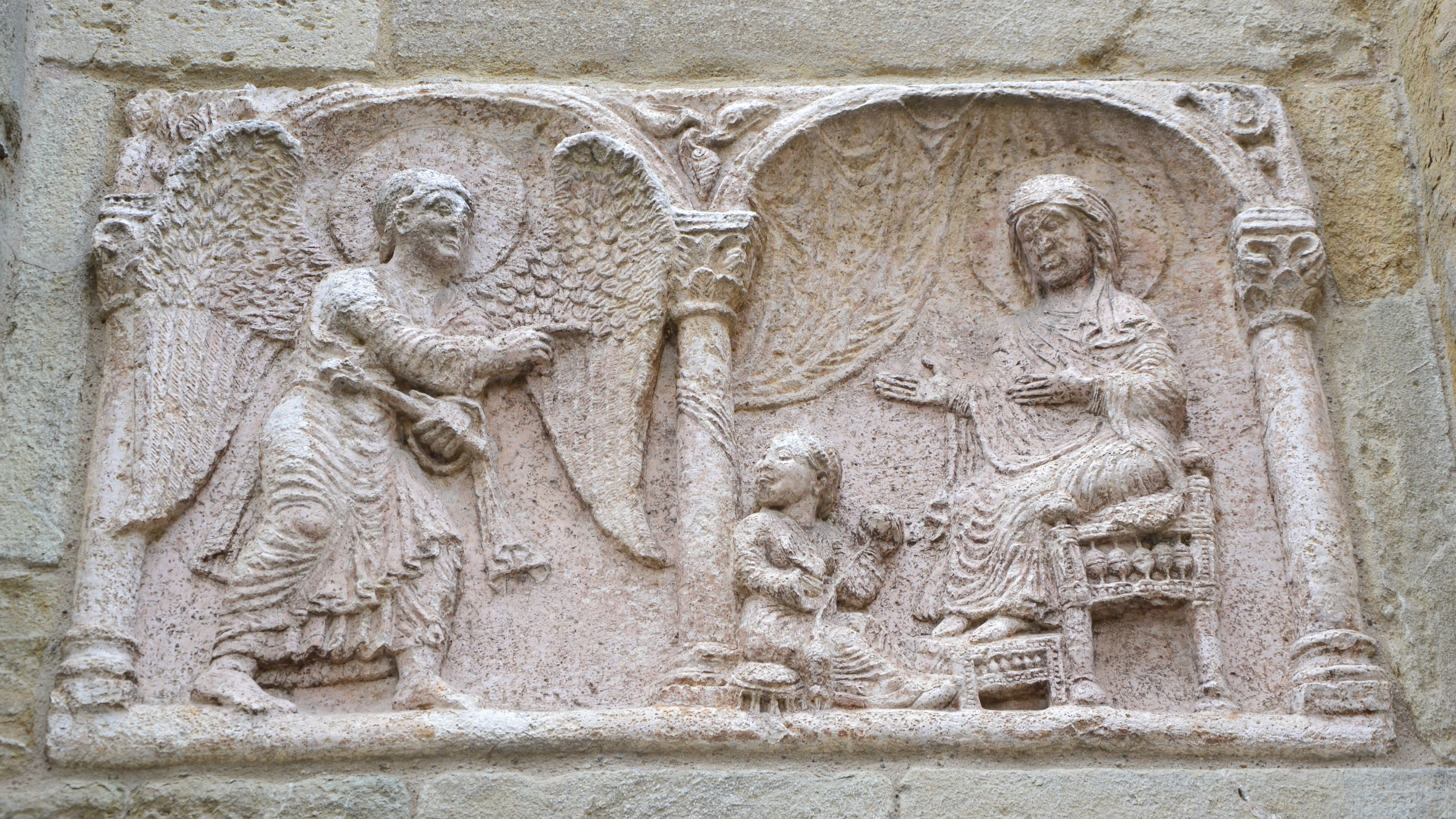
L'Annunciazione, XII secolo, facciata esterna del transetto meridionale.

La navata maggiore presenta ora quattro campate, come le navate laterali. Le campate della navata principale hanno pianta rettangolare con lato maggiore parallelo alla facciata e sono coperte da volte a crociera con costoloni. Le volte sono state costruite tra il 1488 e il 1491 da Iacopo da Candia e dal figlio il maestro architetto Agostino de Candia. Originariamente, invece, vi erano due sole volte a crociera a pianta grossolanamente quadrata che probabilmente sostenevano direttamente il manto di copertura. Invece, secondo Piero Sanpaolesi, che condusse nel 1966-1968 i lavori di restauro sulle facciate esterne, la navata centrale era coperta da due cupole, emisferiche o a monta ribassata, su modello delle basiliche romanico-bizantine come San Marco a Venezia, impostate su pennacchi i cui resti sono ancora presenti sopra le volte a crociera quattrocentesche.
La ricostruzione con uno schema di quattro campate rettangolari garantisce una migliore efficienza statica del complesso. Contestualmente fu costruita una struttura lignea a capriate ancora parzialmente conservata.
Sul transetto si eleva una cupola di discrete dimensioni, la cui volta raggiunge internamente un'altezza di circa 30 metri. Le navatelle laterali sono sovrastate da matronei, che, oltre ad avere una funzione formale, svolgono un preciso compito statico: creare cioè forze laterali che si contrappongano e arginino la pressione delle volte della navata centrale. Le quattro cappelle rettangolari che si aprono a coppie, in corrispondenza della seconda e terza campata delle navate laterali, sono un'aggiunta molto più tarda.

### La facciata

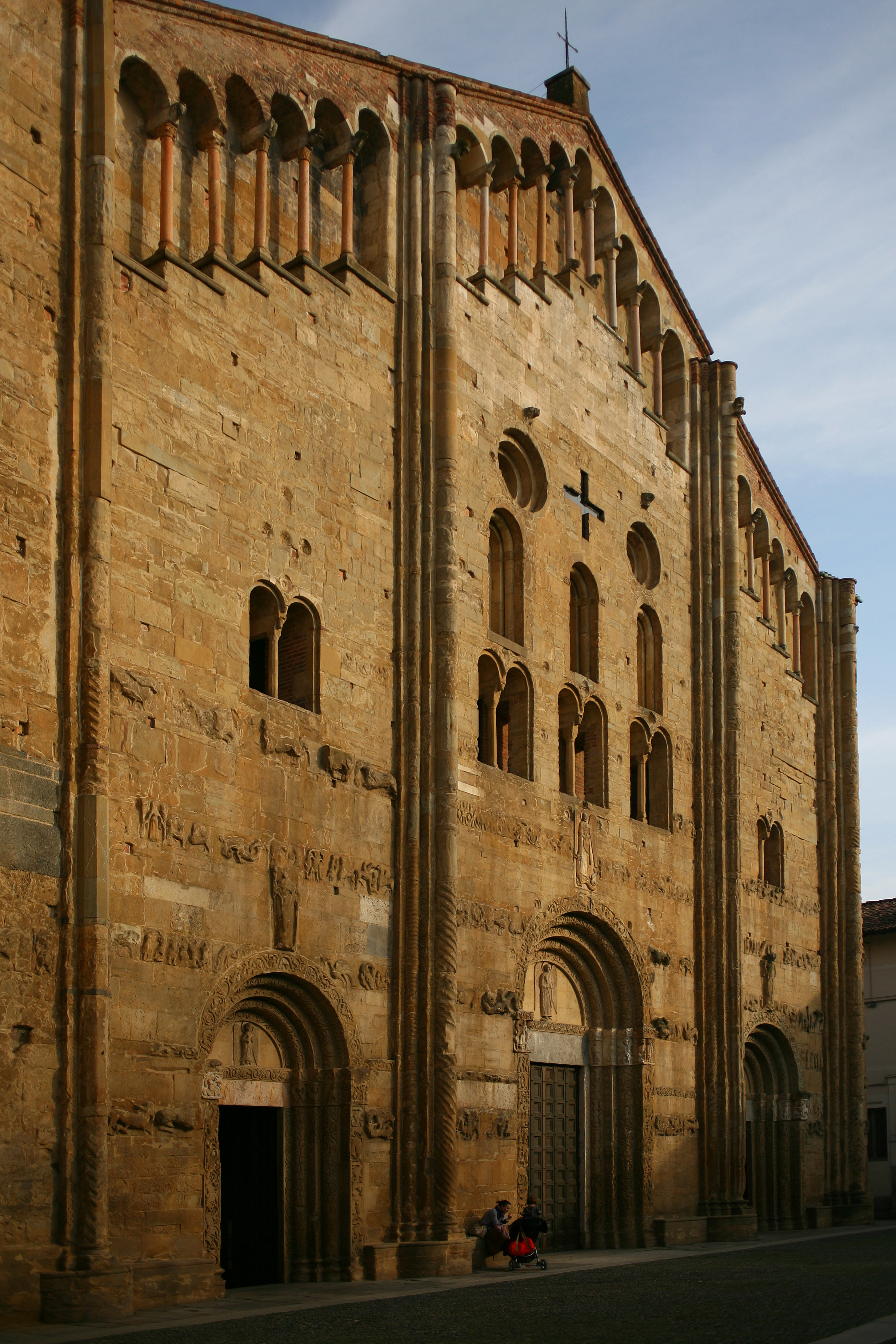
La facciata.

La facciata presenta un lineare profilo a capanna del tipo a "a vento" (cioè più alta del tetto della navata centrale), impreziosito lungo gli spioventi da una loggetta di ventuno arcatelle. I contrafforti sono costituiti da pilastri a fascio che scandiscono verticalmente la superficie. La facciata è adornata con un folto repertorio di sculture di arenaria, a tema sacro ma anche profano, di grande bellezza e suggestione, ma oggi vistosamente deteriorate dalla corrosione dovuta agli agenti atmosferici, nonostante i numerosi programmi di restauro conservativo avviati negli ultimi decenni. Fra queste San Michele arcangelo e il drago, Annunciazione, Madonna col Bambino e quelle presenti sul portale.
Sulla facciata si aprono cinque piccole bifore, tre monofore e una croce compresa tra due oculi.  Vi sono fasce orizzontali scolpite a bassorilievo, raffiguranti intrecci di esseri umani, animali e creature mostruose. Particolarmente dense di decorazioni sono le strombature dei portali, alcune, come quelle a sinistra del portale di destra, raffigurano scene bibliche, altre invece presentano immagini non a tema religioso, come la caccia al cervo, l'officina di un fabbro, un pescatore o figure di uomini in lotta con draghi, ippogrifi, aquile o diavoli cornuti. Nella strombatura del portale destro, sopra uno stipite a sinistra, si trova un curioso capitello raffigurante dodici teste chiomate femminili e altrettanto maschili, due delle quali dotate di una corona piatta, decorata con croci greche, e una provvista di mitra vescovile.
Vi sono tre portali d'accesso, uno per ogni navata, e non sono sormontati da protiri.
Inoltre non possiede un rosone.

### La facciata settentrionale
Rivolta verso la piazzetta Azzani, si trova la piccola facciata settentrionale della basilica, confinate con la canonica romanica. Il prospetto è provvisto di un portale, molto simile a quelli della facciata principale. Nell'architrave sono rappresentati due angeli che sorreggono un medaglione contenente l'immagine del Salvatore, fiancheggiata da altri due medaglioni con i busti di San Nicola e Sant'Ennodio. la lunetta reca l'immagine di un angelo e l'iscrizione "Per me salvus erit, per me qui vota vovebit".

### La facciata meridionale e laPorta Speciosa
Sul fianco meridionale della basilica, rivolto verso via Capsoni, si trova un portale tamponato, detto Porta Speciosa, caratterizzato da una profonda strombatura e da una ricca decorazione con palmette, fiori, figure umane e di draghi e agnelli. La lunetta riporta l'immagine di un angelo, mentre più in basso, entro un clipeo, si trova il busto del Cristo che porge la chiavi a San Pietro e un rotolo a San Paolo, con la scritta: "Ordino Rex istos super omnia regna magistros", Io, Re, costituisco questi due maestri su tutti i regni. Non è chiaro per quale motivo il portale fu tamponato,né sappiamo con certezza quando fu murato, tanto che si è ipotizzato che esso avesse qualche particolare funzione. Tale tesi potrebbe essere avvalorata dal misterioso sacello, sempre risalente al XII secolo e arricchito da affreschi romanici con la Dormitio Virginis, posto internamente alla basilica e appoggiato al portale. Nella facciata meridionale del transetto sono inseriti anche due bassorilievi, sempre risalenti al XII secolo. in pietra di Verona rappresentanti l'Annunciazione e una Madonna con il Bambino.

### La processione d'incoronazione
La presenza di due portali, a nord e a sud della basilica e il transetto monumentale della stessa, caratteristica comune a diverse chiese imperiali tedesche, come Spira, Magonza e Worms, ma del tutto assente nell’architettura religiosa dell'Italia settentrionale, evidenzia il ruolo della basilica come sede delle incoronazioni reali. Le processioni d’intronizzazione del monarca iniziavano nella piazzetta posta davanti al portale settentrionale (piazzetta Azzani), che si affaccia lungo la via Francigena e, originariamente, collegava la basilica al palazzo Reale. Non a caso, la scritta posta sull’architrave del portale invita a pregare Cristo per la salvezza utilizzando un termine, vota, usato nel medioevo cristiano anche per le preghiere rivolte al benessere dell’imperatore. Sempre sul portale, intorno a una figura angelica compare anche una seconda iscrizione: hic est domus refughi atque consultationis, con chiaro riferimento, nella domus refughi alla domus regi (il palazzo reale).  Una volta entrato all’interno della basilica, il corteo si spostava verso le quattro pietre nere poste nella navata centrale, sulle quali era poggiato il trono. Durante il mese di maggio, quando generalmente avvenivano le incoronazioni (il Barbarossa venne intronizzato il 17 maggio), la luce penetra dalle finestre dell’abside e del tiburio illuminando prima la figura del Re-Anno posta al vertice del mosaico del labirinto situato sull’altare maggiore; il fascio di luce si estende poi nel corso della mattina sulle cinque pietre. Ultimata la cerimonia, il corteo usciva dalla porta meridionale (rivolta verso via Capsoni), la Porta Speciosa, dove è raffigurata la Traditio Legis, rappresentazione anche della dottrina di Gelasio I della separazione dei poteri nel mondo cristiano: quello della Chiesa e quello dell’Impero.

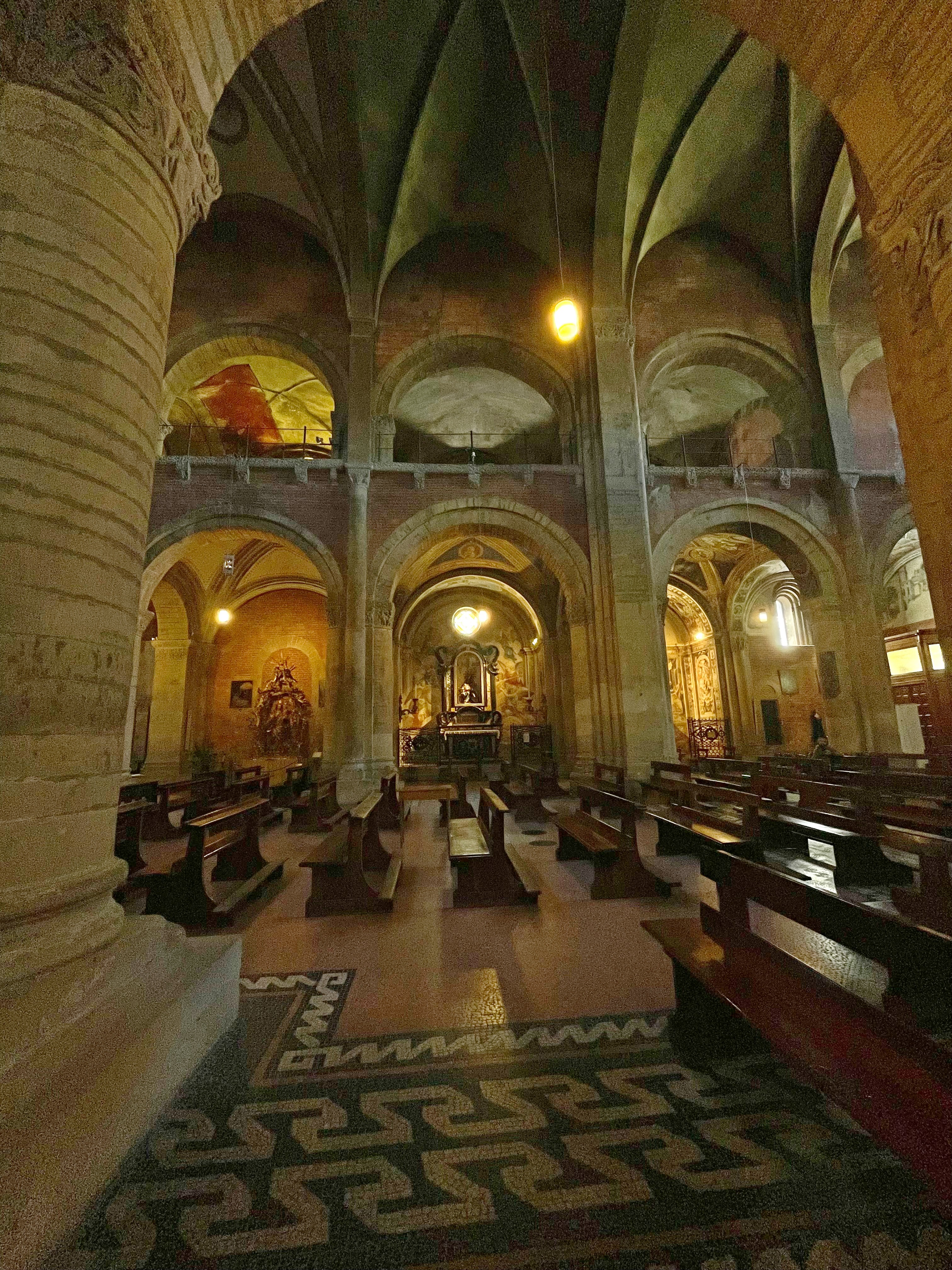
I matronei.
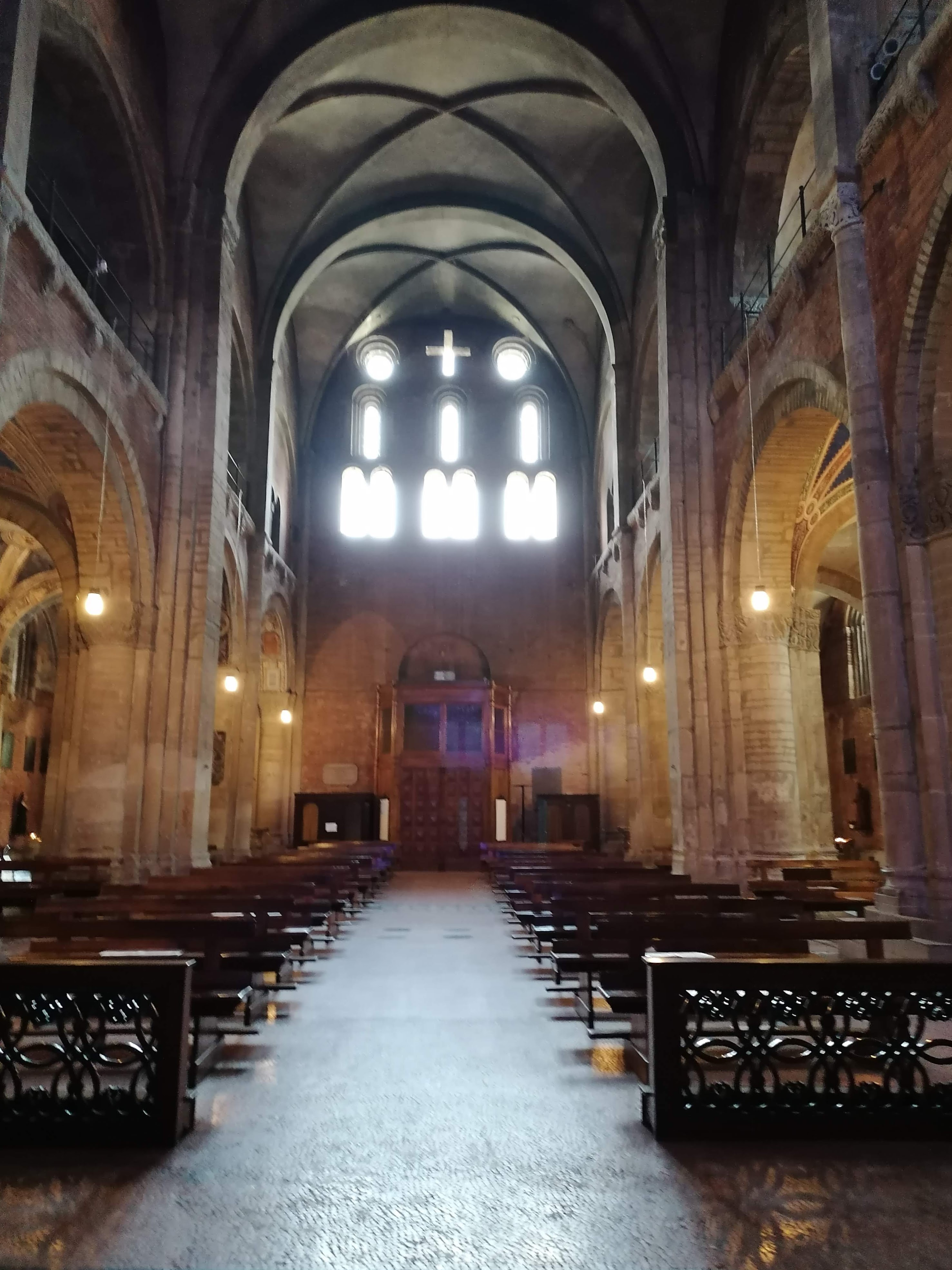
La controfacciata.
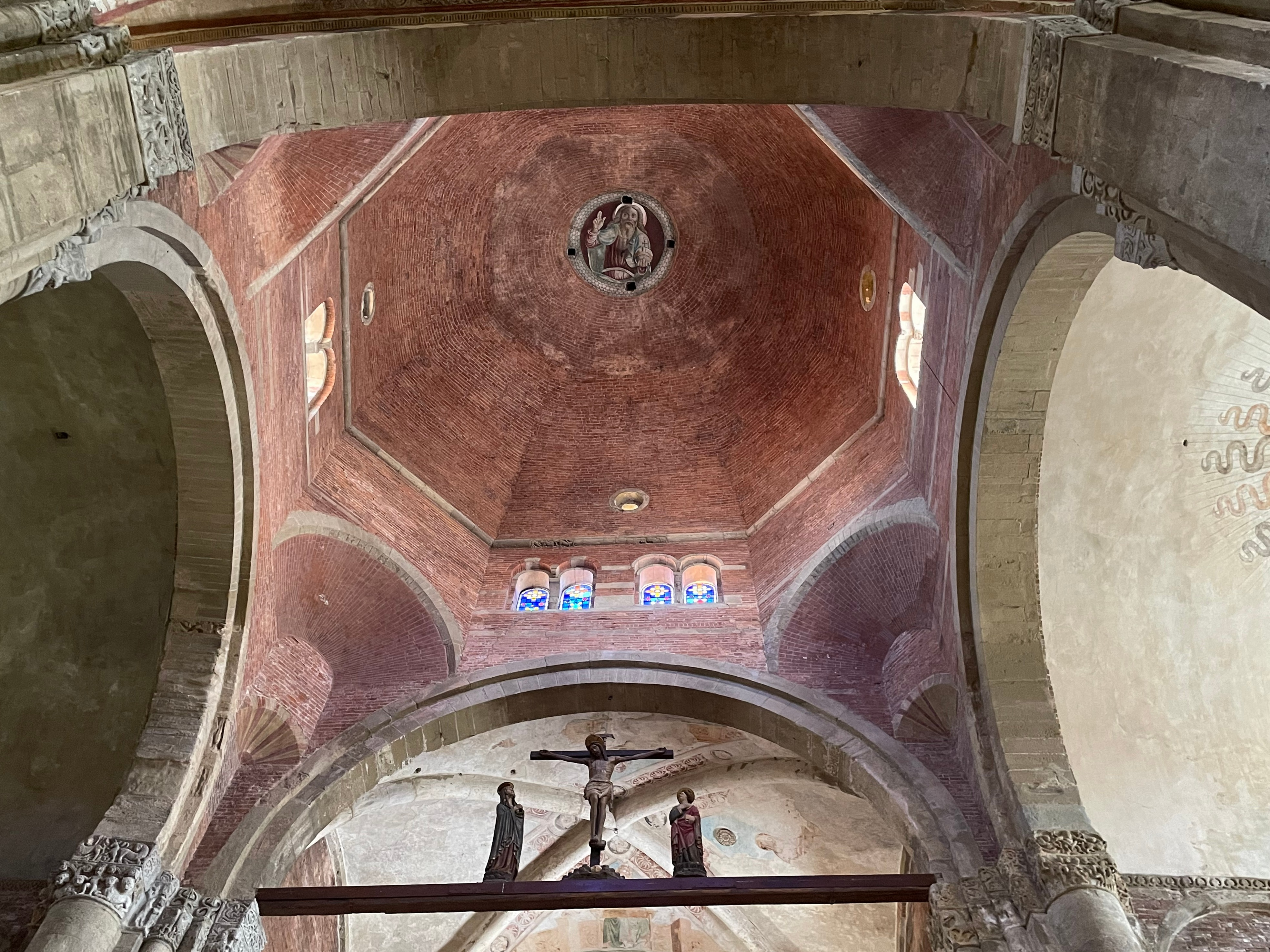
L’interno del tiburio.
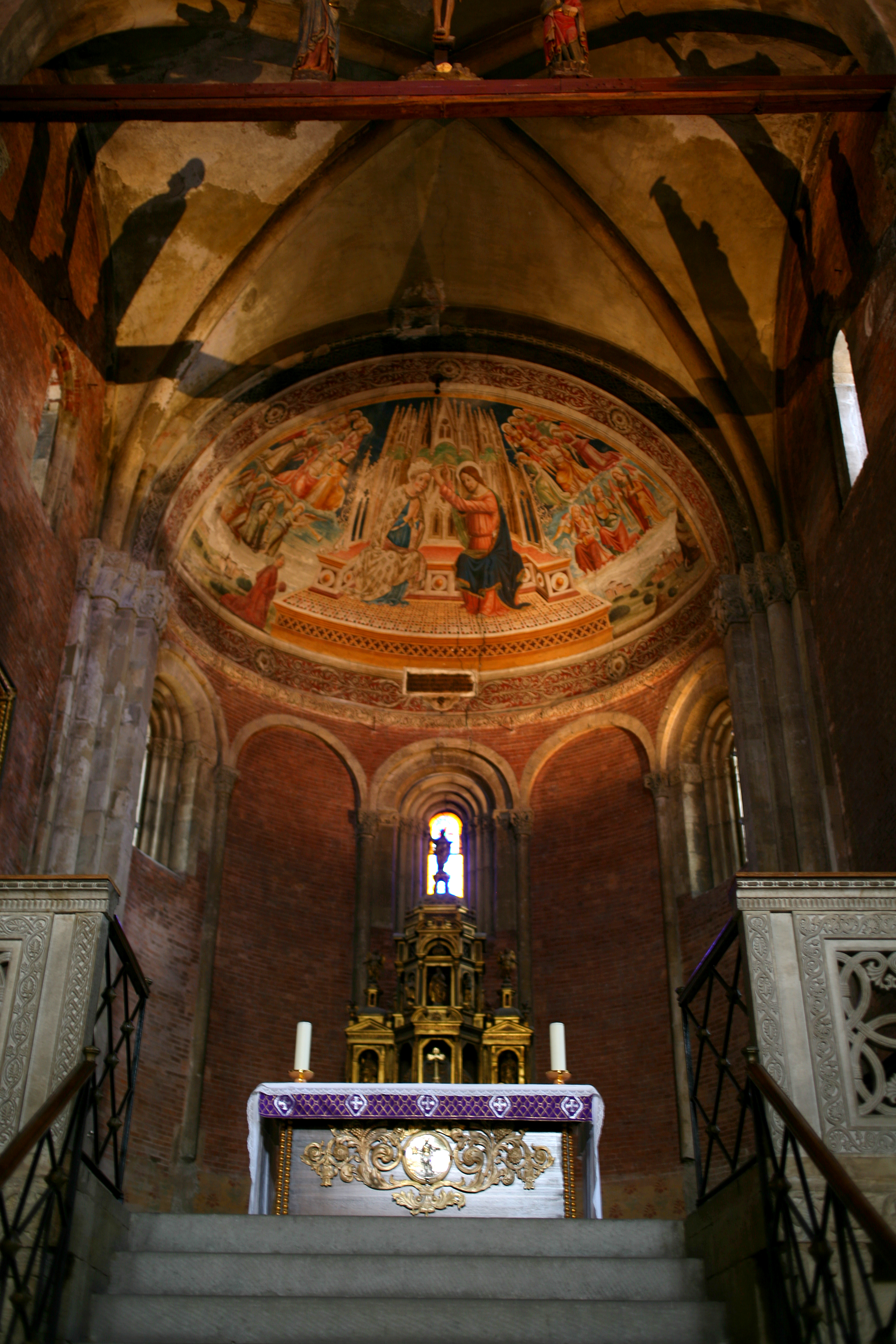
L’altare maggiore.
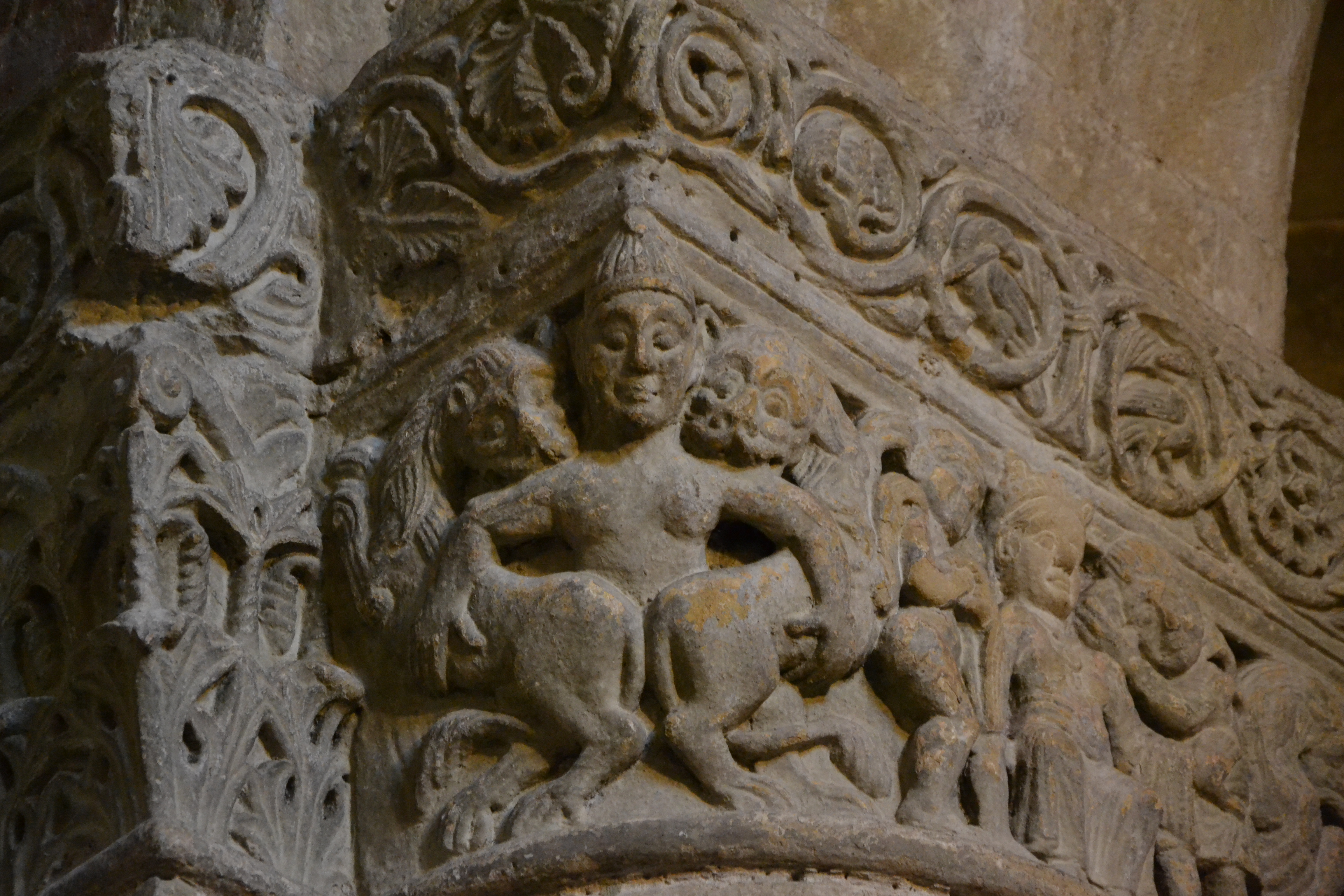
Uno dei capitelli delle colonne della navata principale.

### L'interno della basilica

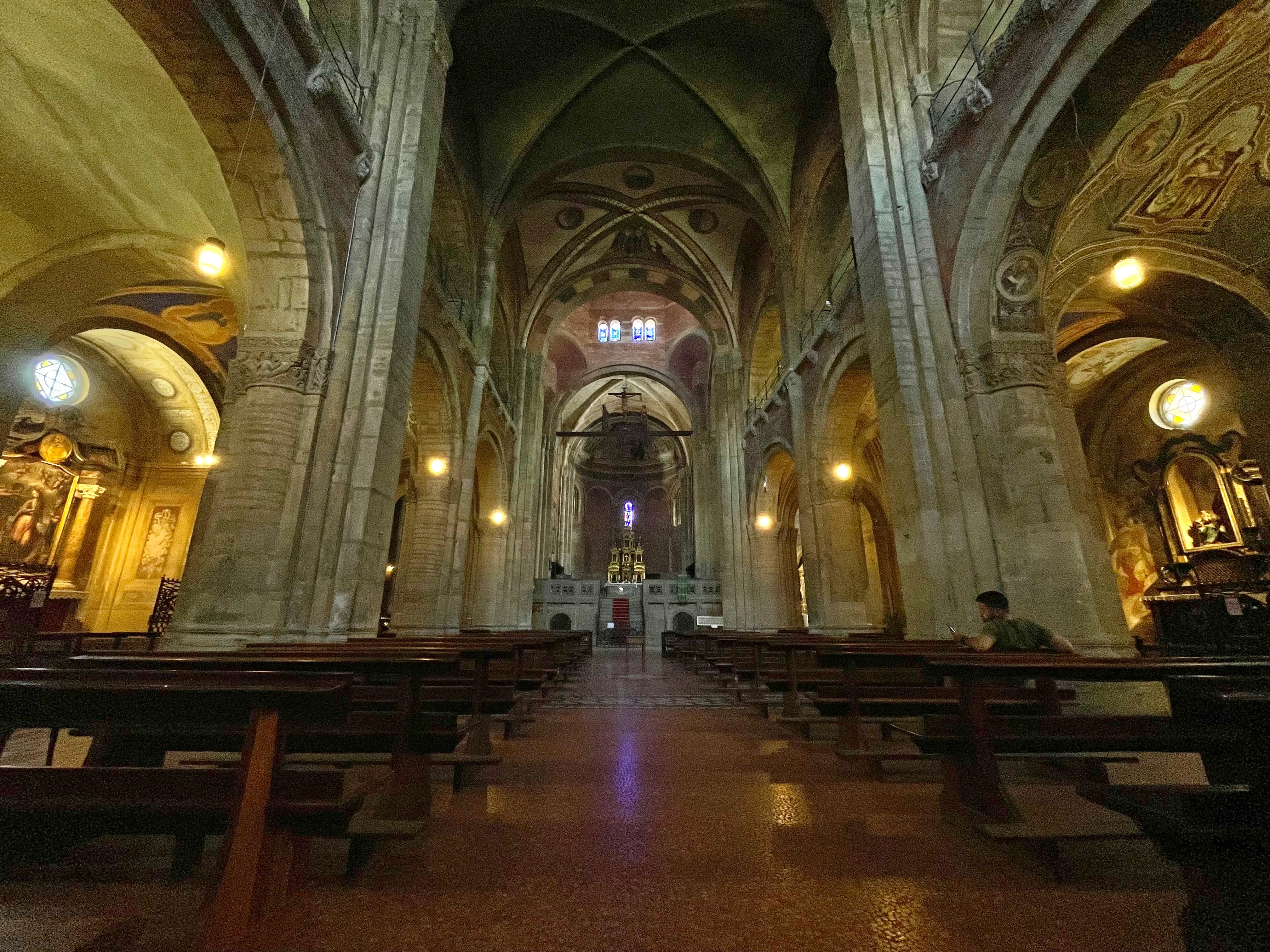
Veduta dell'interno.

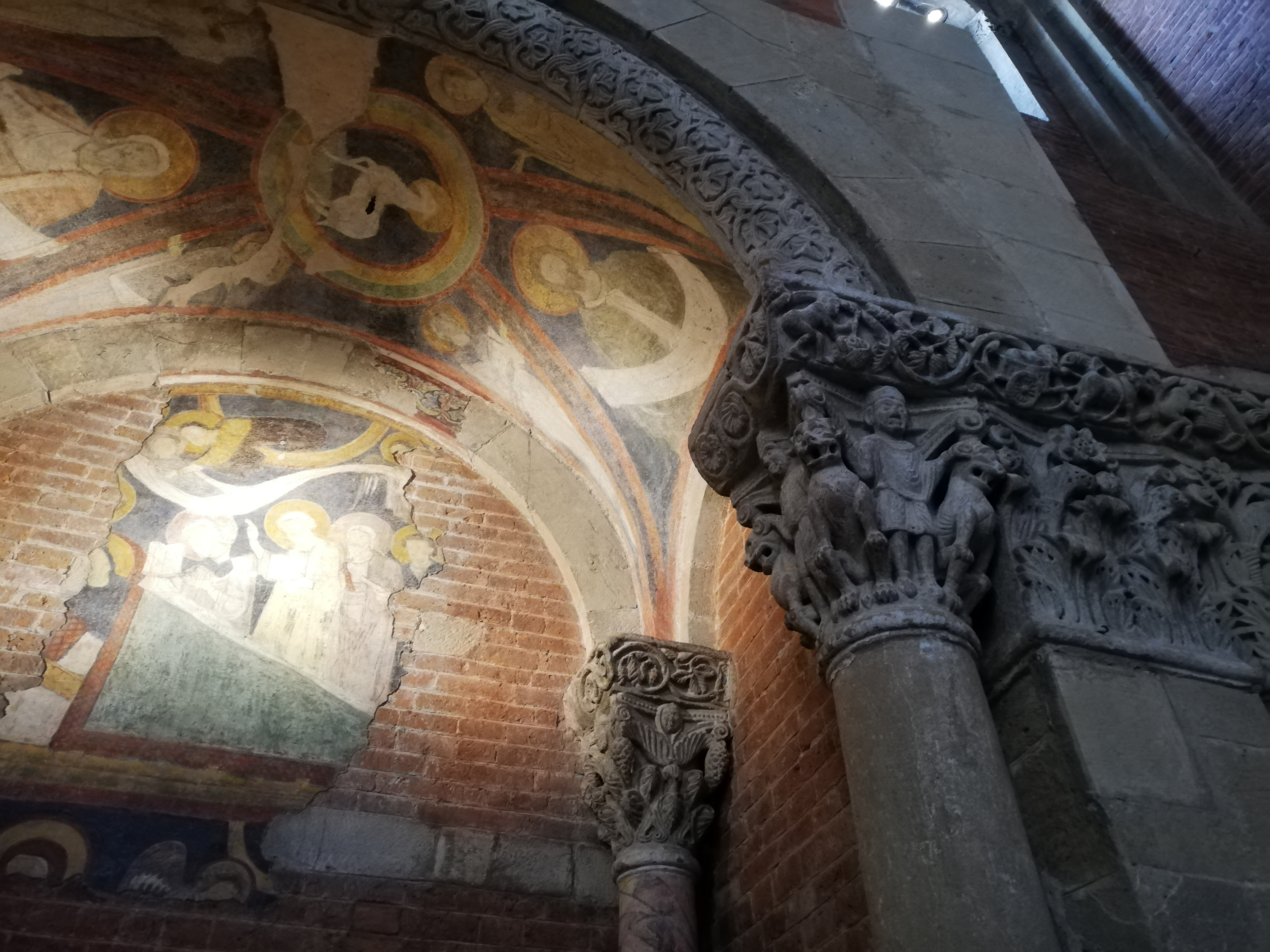
Il sacello addossato internamente alla Porta Speciosa, affrescato, nel XII secolo, con la Dormitio Virginis.

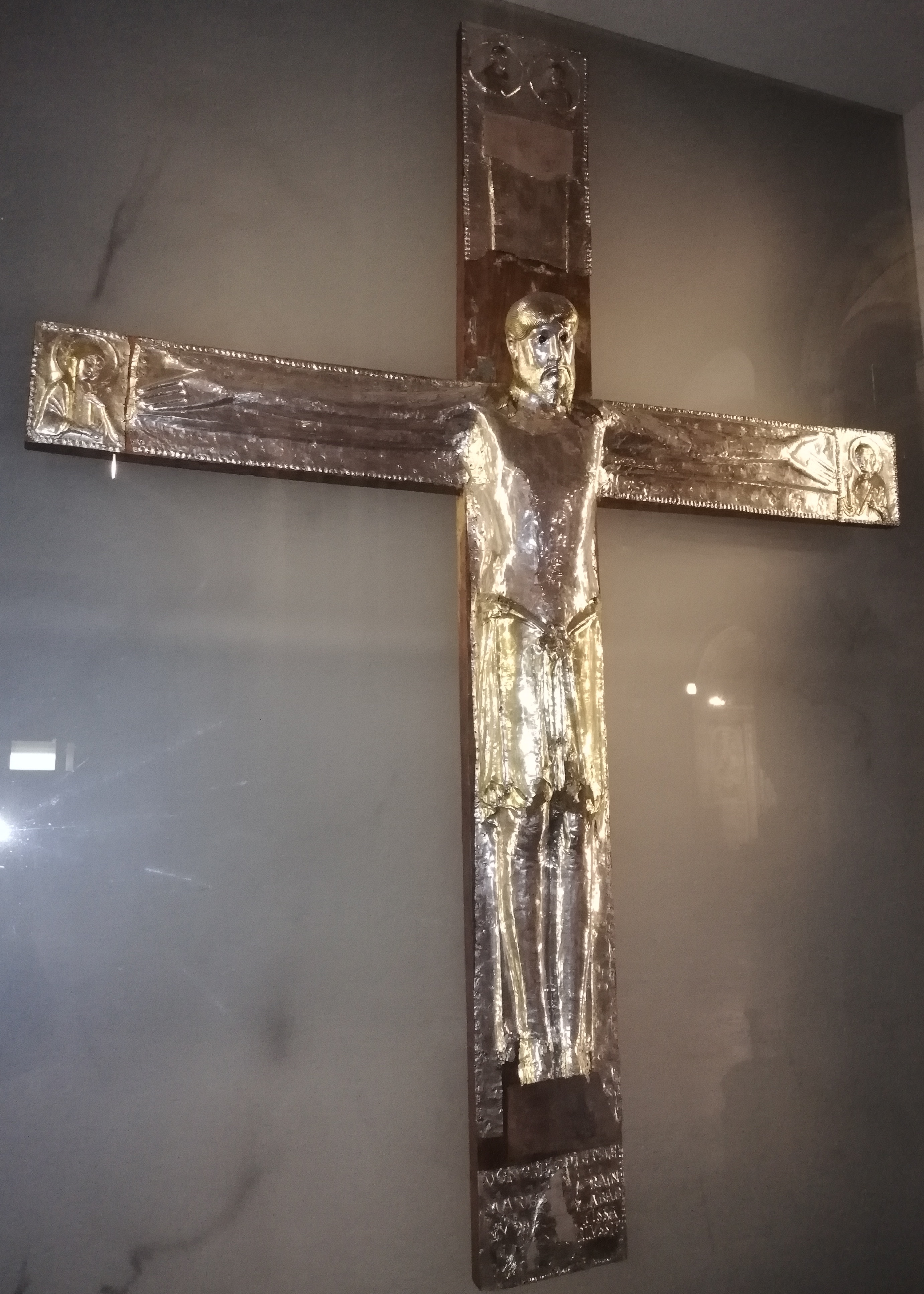
La Croce della badessa Raingarda, 963-965.

L'interno presenta pianta a croce latina, con transetto e coro absidato. Il piedicroce è diviso in tre navate da possenti pilastri cruciformi dai ricchi capitelli, scolpiti con motivi vegetali e zoomorfi, che corrono verso l'alto a sostenere le volte a crociera quadripartite. Orizzontalmente spazio è diviso in due livelli. Grandi arcate a tutto sesto reggono i matronei sovrastanti. Nella crociera appare il presbiterio rialzato, raggiungibile da una scalinata e cinto da plutei decorati con motivi ispirati al mondo vegetale. La volta della crociera è aperta da una cupola ottagonale, ricavata dentro il tiburio.
Il luogo dove, secondo la tradizione, avvenne l’incoronazione del re Barbarossa è segnato da cinque cerchi di marmo nero. Quello centrale, più grande, è stato rifatto durante i restauri dell’Ottocento. In esso è stata incisa una scritta in latino che fa a riferimento alla cerimonia.
Le Honorantiae civitatis Papiae, scritte intorno al 1020, riferiscono che "Come Roma incorona l’imperatore con il suo papa nella chiesa di San Pietro, così Pavia con il suo vescovo incorona il re nella chiesa di San Michele maggiore, dove si trova una pietra rotonda con quattro altre pietre nere rotonde."
Nel transetto è conservato un bellissimo crocifisso in lamina d'argento, alto un po' più di 2 m e commissionato dalla badessa Raingarda del monastero di Santa Maria Teodote nella seconda metà del X secolo. Giunse nella basilica di San Michele dopo la soppressione del monastero nel 1799. 

Entrando dalla facciata, a destra, la volta della prima campata laterale conserva un affresco raffigurante la Santissima Trinità circondata da Sibille, opera realizzata nella seconda metà del Cinquecento da Bernardo Cane. Seguono poi diverse cappelle. L'altare della Vergine conserva la pala raffigurante la Vergine tra i Santi Rocco e Sebastiano, eseguita da Guglielmo Caccia nel 1601; la data si legge nell'elegante cornice intagliata. Gli affreschi della cappella, con le Storie di Salomone, Davide e della Vergine, furono eseguiti nel 1608 da Giovanni Francesco Romani. La volta della campata antistante, con i Dottori della Chiesa, gli Evangelisti e i Profeti, come pure l'Annunciazione sopra l'arco della campata, sono opera di Bernardino Lanzani, del 1508.
Nel braccio sinistro del transetto si trova l'altare di Santa Lucia, la cui pala, raffigurante il Martirio della Santa, è opera di Guglielmo Caccia e l'altare barocco di Sant'Anna, ricco di stucchi barocchi, che accoglie un dipinto rappresentante la Vergine con il bambino, San Giuseppe e Sant'Anna opera del pittore novarese Pietro Antonio de Pietri (1663- 1716). Nella navata di sinistra è anche custodita una grande statua lignea barocca raffigurante la Madonna del Rosario, realizzata, nel 1714, dallo scultore milanese Giuseppe Sala per i padri domenicani di San Tommaso e giunta nella basilica dopo la soppressione del monastero.
Sotto l'abside, che presenta nel catino un grande affresco quattrocentesco, opera di Agostino da Vaprio, troviamo l'altare, in marmo, attribuito a Giovannino de Grassi e commissionato nel 1383 dal canonico Giovanni Sangregorio, che al suo interno conserva le reliquie dei Santi Ennodio e Eleucadio, mentre dietro all'altare si trova la grande macchina in legno dorato della Maestà realizzata nel 1606. Nella parete a destra dell'altare è murato l'epitaffio marmoreo, dettato intorno al 521 e composto da distici latini, di Ennodio. I muri sono molto solidi, soprattutto all'esterno, rinforzati da contrafforti in muratura che respingono la pressione delle volte. L'abside conserva i resti di un mosaico del XII secolo raffigurante un labirinto e il ciclo dei mesi, nel quale, al vertice, l'anno è raffigurato come un sovrano, seduto in trono, con una veste rossa e un mantello azzurro, e nella mano sinistra impugna uno scettro, mentre quella destra regge il globo..
All'interno della chiesa si conserva anche un presepe ligneo scolpito nel 1473 da Baldino da Surso.

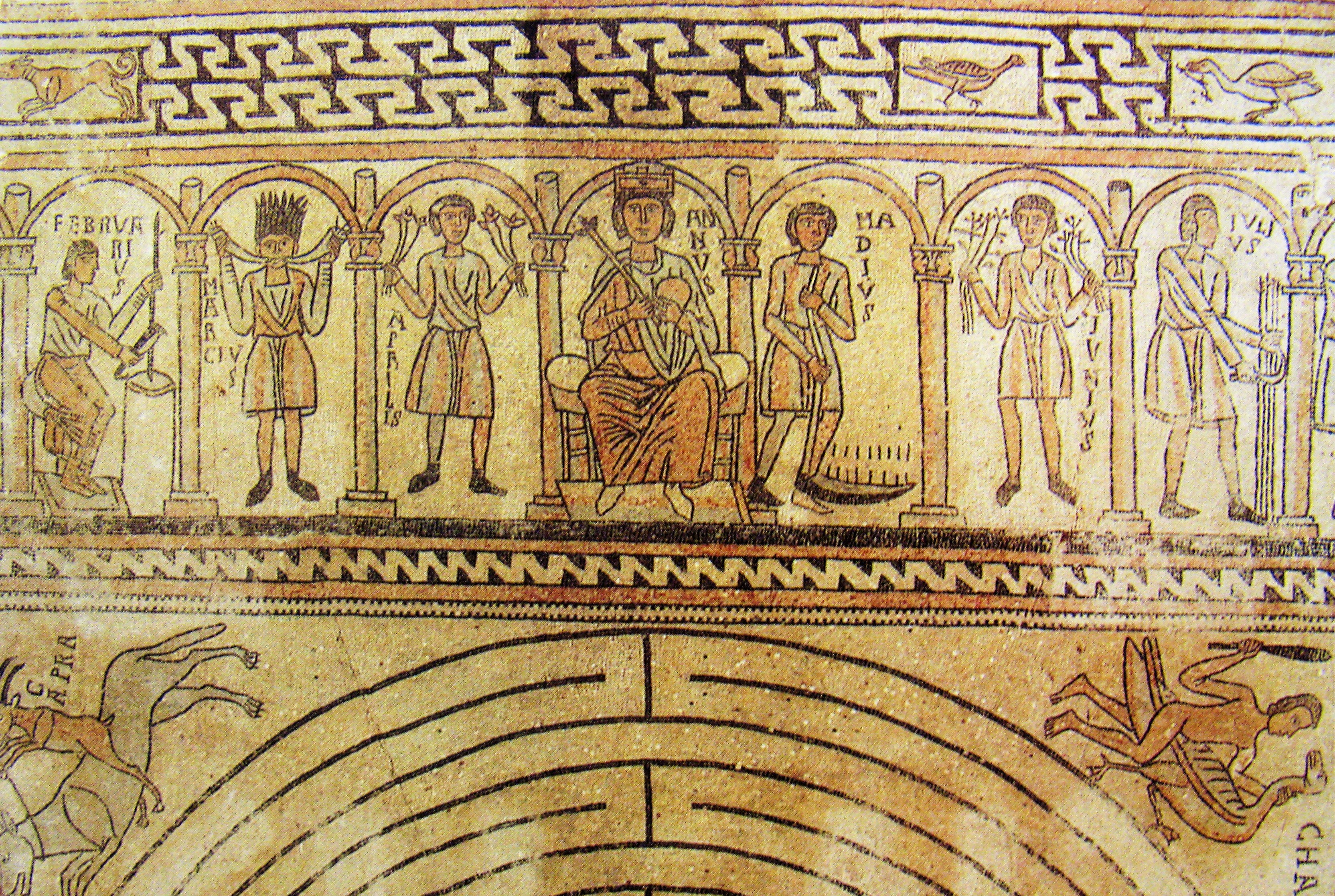
Il mosaico presente sull'altare con il ciclo dei mesi e il Re-Anno (XII secolo).
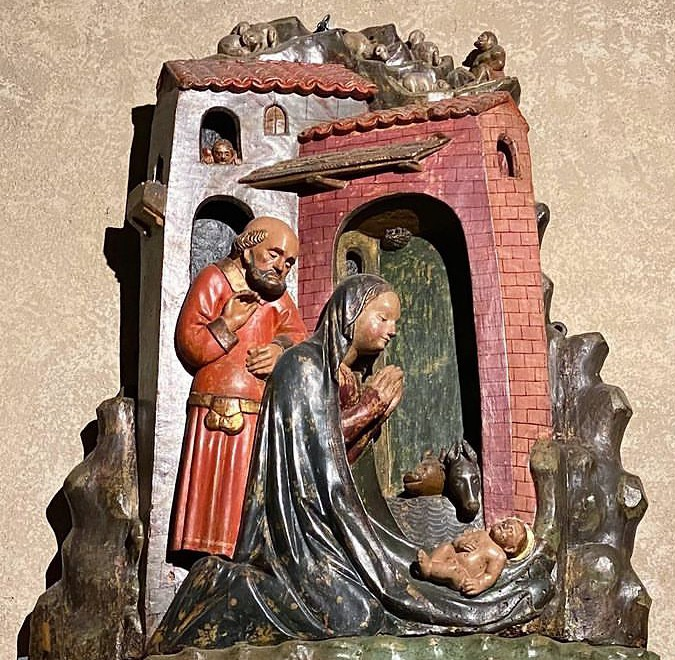
Baldino da Surso, Presepe ligneo, 1473.
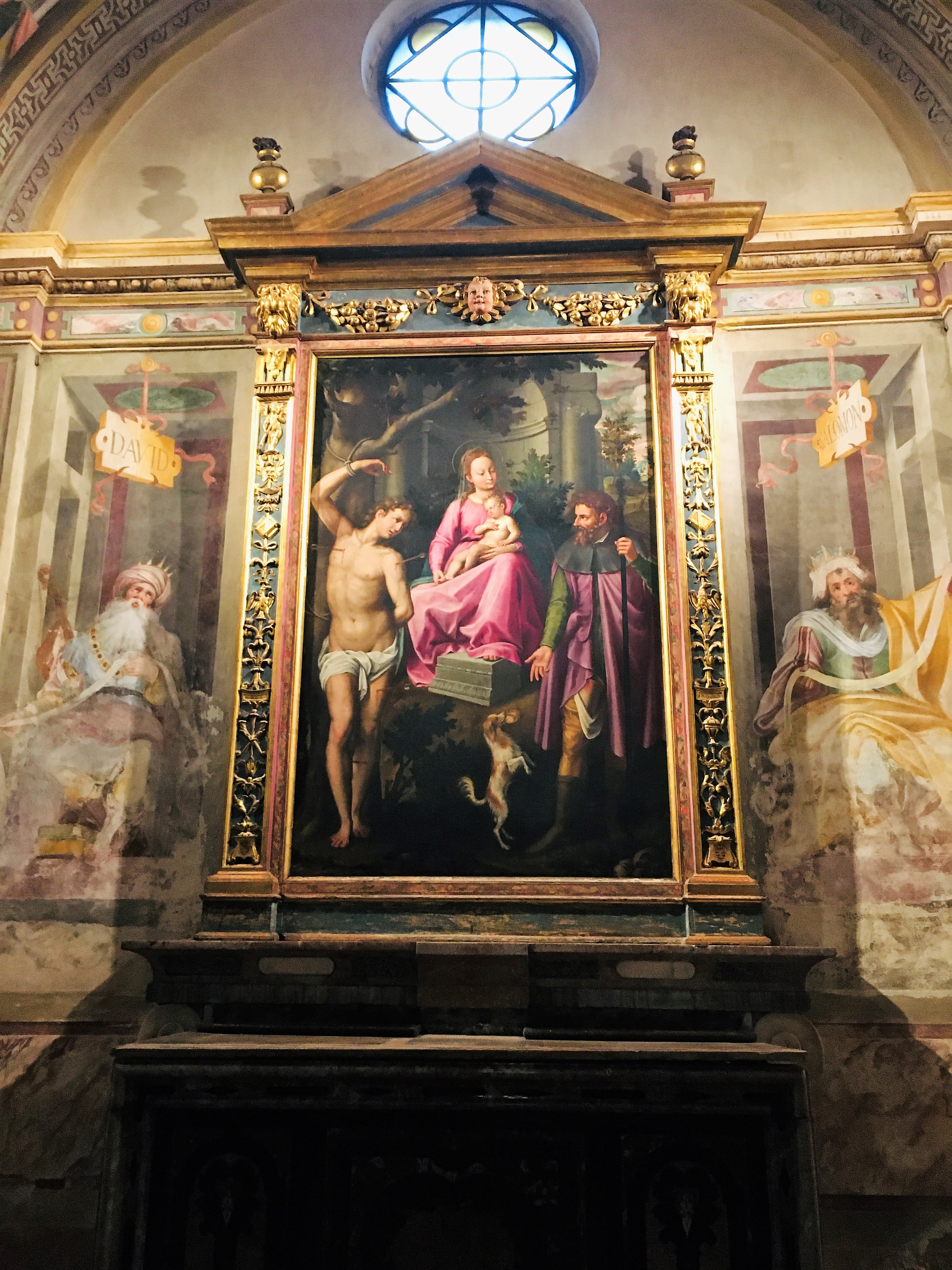
Guglielmo Caccia, Vergine tra i Santi Rocco e Sebastiano, 1601.
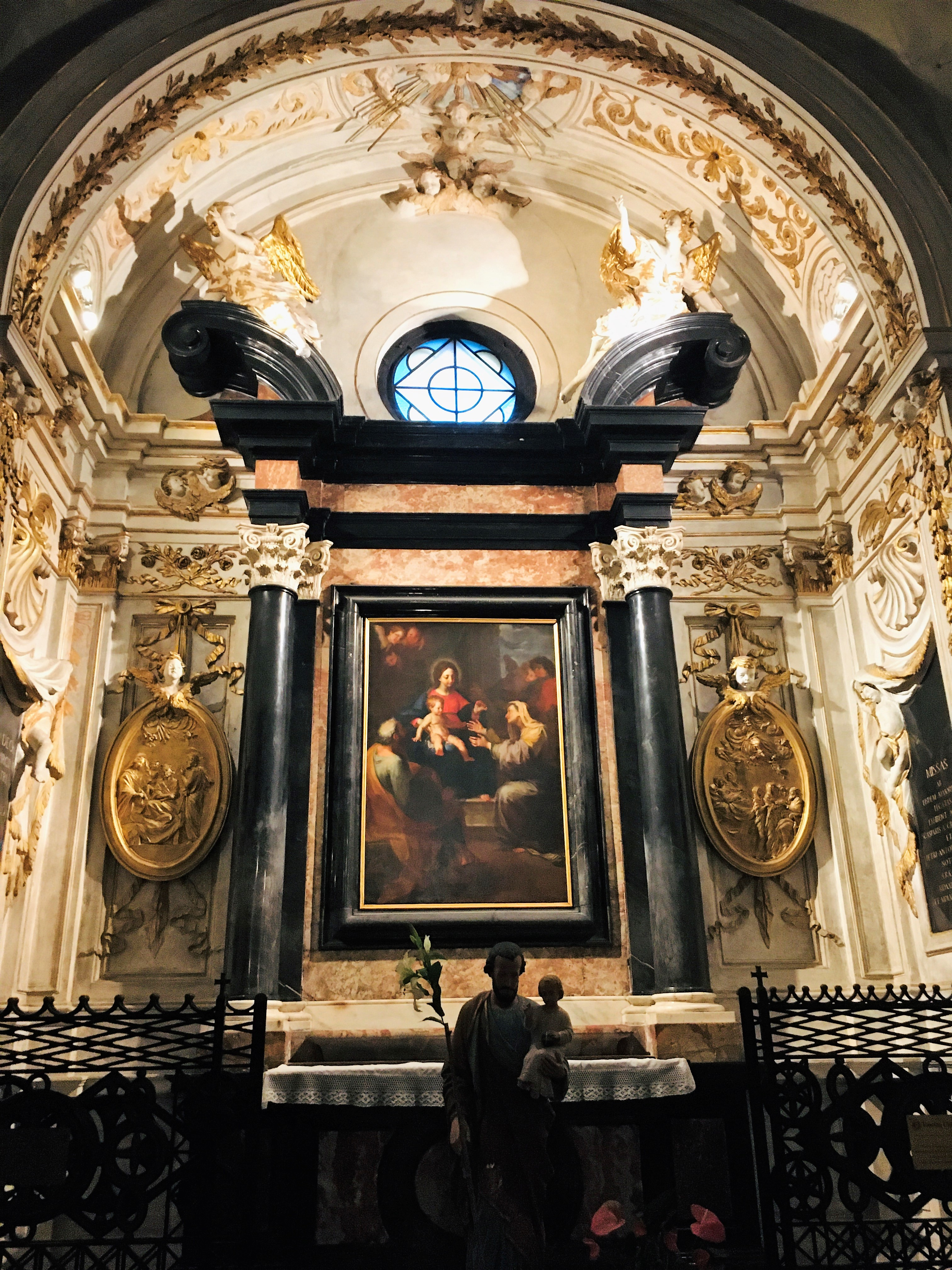
Pietro da Petri, Vergine con il bambino, San Giuseppe e Sant'Anna.
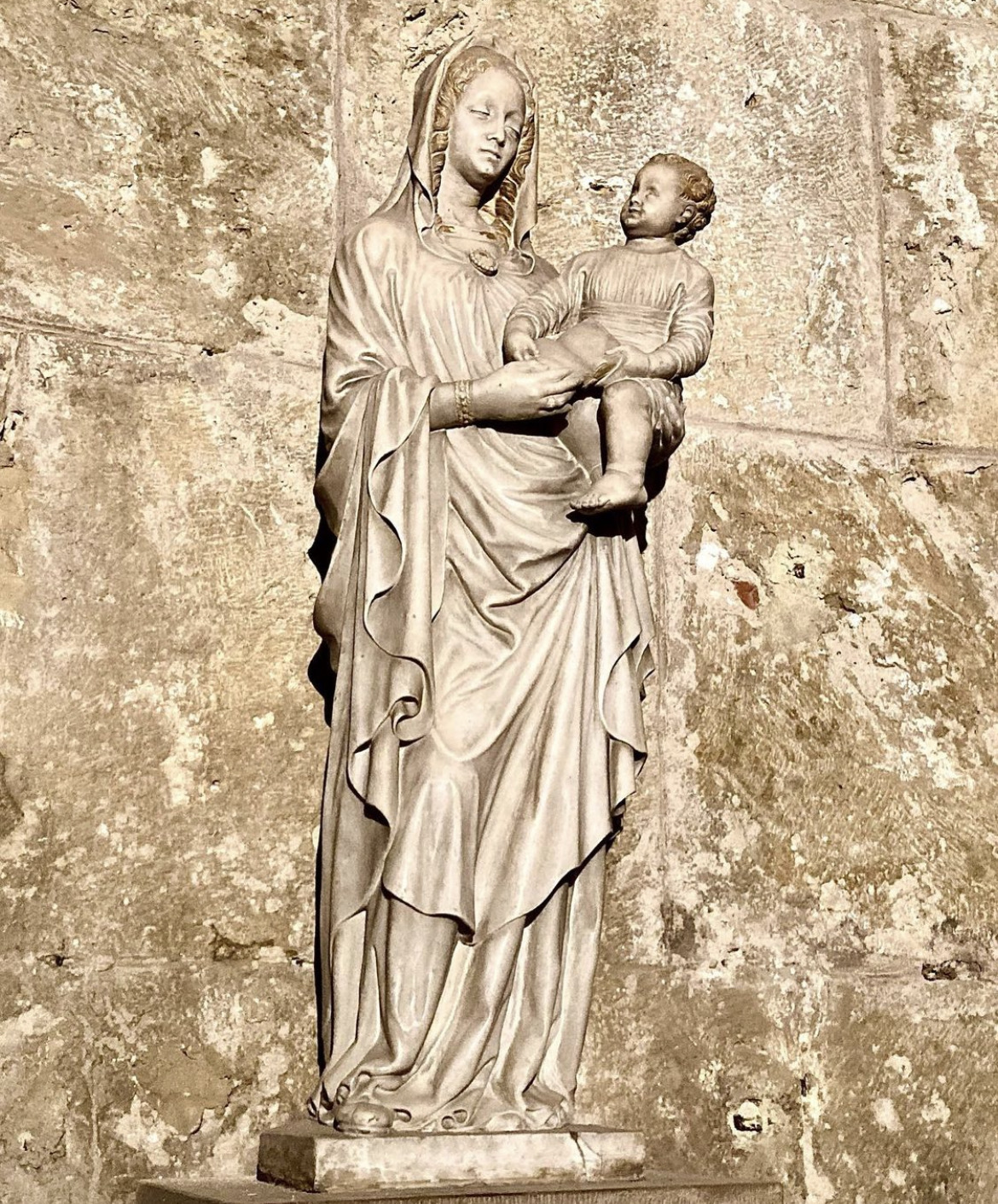
Maestro toscano, Madonna col Bambino, prima metà del XIV secolo.

### La cripta

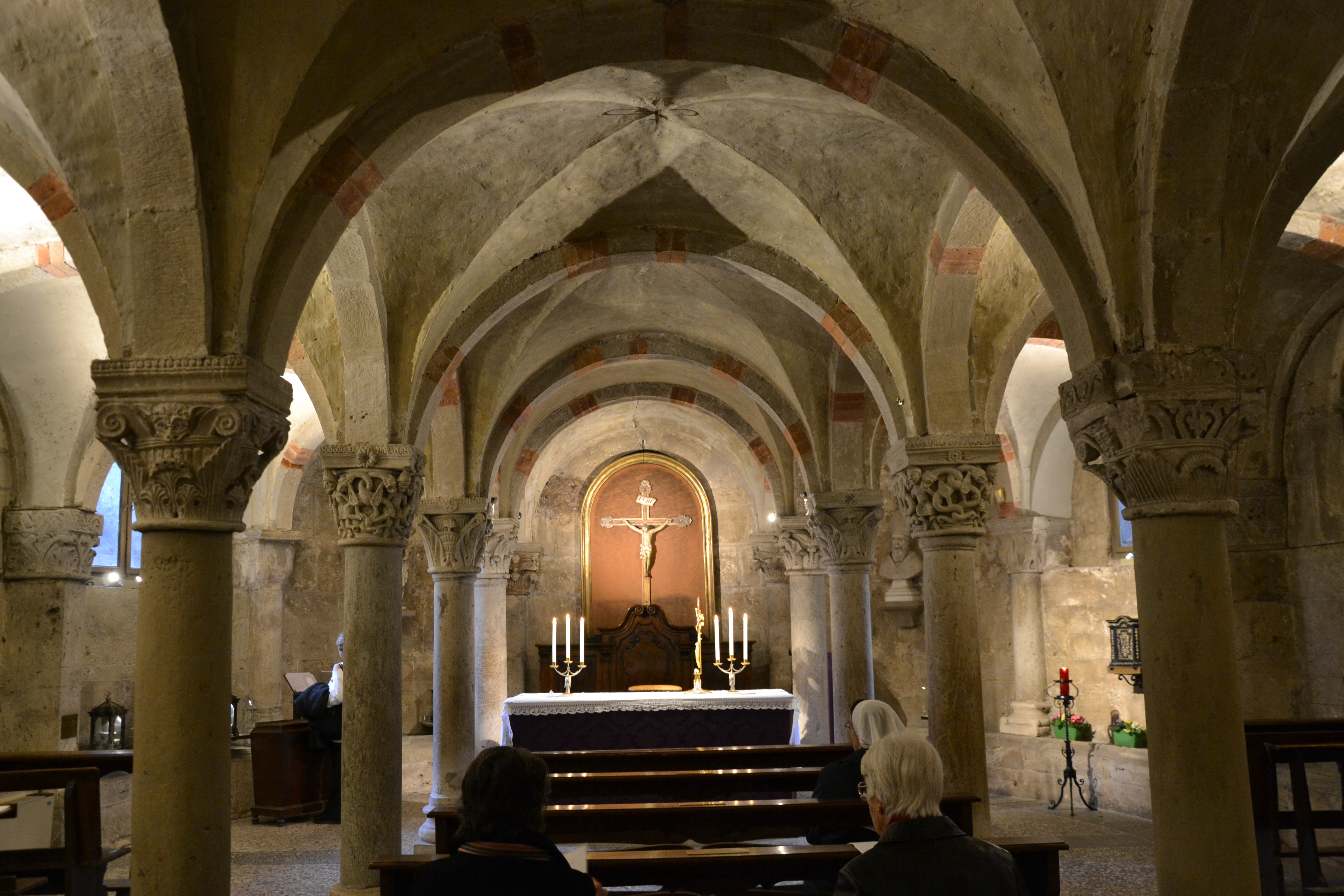
La cripta.

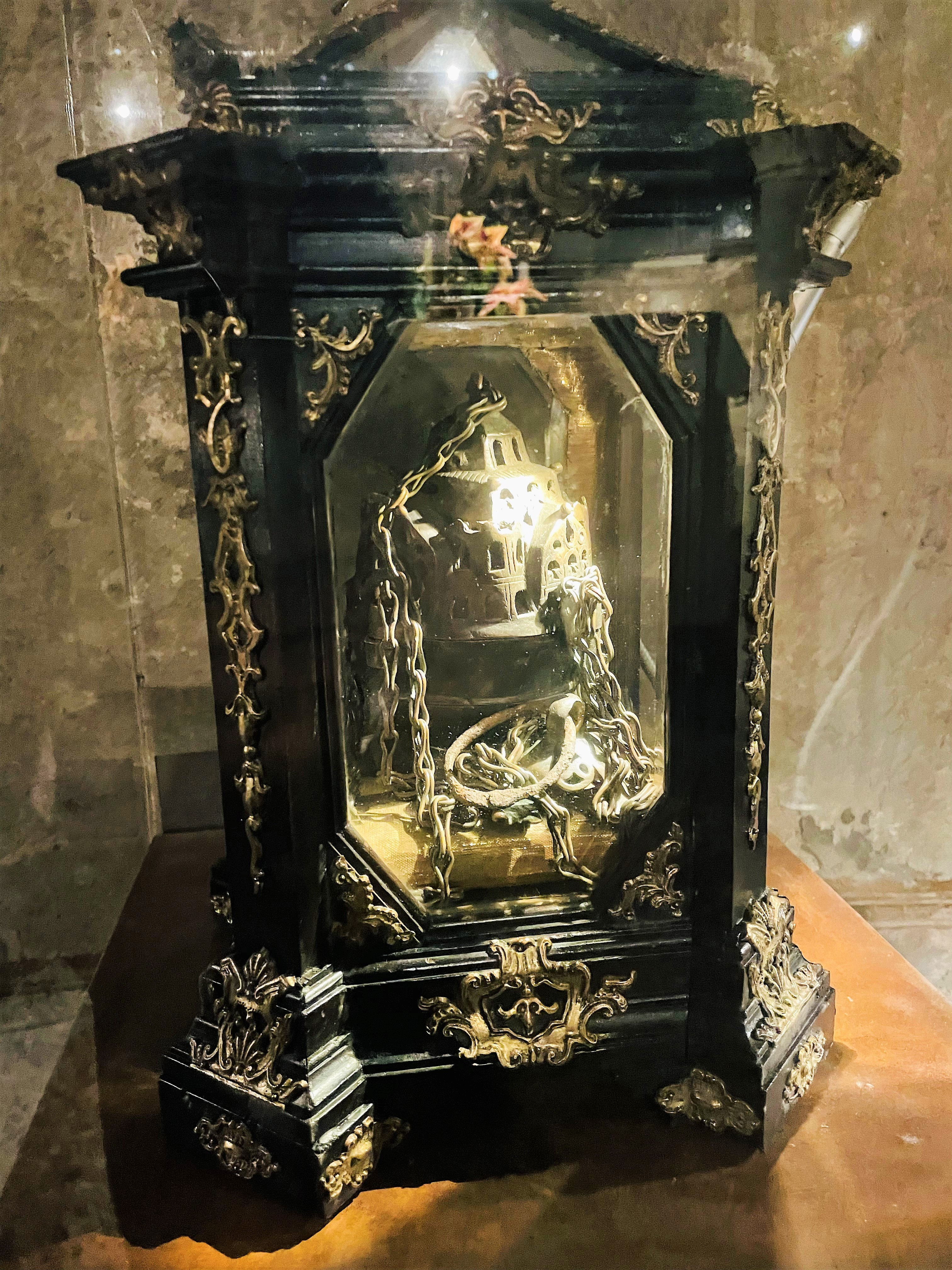
Tesoro di San Brizio, turibolo, bronzo, XII secolo.

Sotto il presbiterio si trova la cripta, divisa in tre piccole navate da due file di sei colonne. I capitelli risalgono per la maggior parte al XII secolo e alcuni di essi rappresentano draghi alati. Probabilmente alcuni di essi appartengono alla cripta della chiesa precedente (e quindi sono del IX secolo). Nella cripta si conserva l'arca marmorea del beato Martino Salimbene, opera di un seguace dell'Amadeo del 1491 e, a sinistra dell'altare, una piccola statua in marmo raffigurante la Madonna col Bambino forse di scuola pisana o senese del XIII-XIV secolo.
A fianco dell'altare della cripta si trova il tesoro di San Brizio, un gruppo di supellettili liturgiche del XII secolo formate da un turibolo, una campanella in bronzo, una navicella in rame argentato con vetri incastonati, alcuni pissidi in legno e frammenti di tessuto di seta e fili d'oro, rinvenuto nel 1402 presso la chiesa di San Martino Siccomario e portato nella 1407 nella chiesa di Santa Maria Capella a Pavia. Nel 1810, quando la chiesa di Santa Maria Capella (documentata dal 970) venne sconsacrata, il tesoro fu trasferito nella basilica. Le supellettili sono custodite all'interno di teche in legno con fregi in lamina d'argento risalenti al 1765 e furono, erroneamente, ritenute fino al 1863 reliquie di Brizio di Tours, mentre in realtà gli oggetti appartennero a un individuo di nome Brizio non meglio identificato.

### L'organo
Nel 1509 è documentata l’esistenza di un organo all’interno della basilica. Esso, probabilmente risalente alla seconda metà del XV secolo, era posto nel transetto sud della chiesa, addossato al muro. Intorno al 1550 fu sostituito con un nuovo strumento e, dal 1561, è documentata la presenza di un organista, un certo Ludovico Girardi. Il nuovo organo fu posto nell’area dove ora si trova il battistero, ma, qualche decennio dopo, esso fu sostituito con un nuovo strumento, menzionato nella visita pastorale del 1606 e collocato nel presbiterio, a destra dell’altare maggiore. A partire almeno dal 1753 la basilica ebbe al proprio servizio un organista stipendiato. Nel 1840 la basilica si dotò di un nuovo organo, realizzato da Angelo Amati che fu posto davanti al vecchio, sul lato sinistro dell’altare. Durante i restauri della basilica, nel 1871, lo strumento fu riposizionato nel matroneo sud nella campata rivolta verso l’altare e fu risistemato da Alessandro Giudici.

### La canonica
A fianco della basilica, su piazzetta Azzani, si trova la canonica, già documentata nell'839 e ricostruita in forme romaniche nel XII secolo, dove sono conservati preziosi cimeli, fra i quali alcuni codici miniati del XV secolo.

## Reliquie conservate nella basilica
In una teca all'interno dell'altare maggiore sono conservate le reliquie di tre santi:
- Sant’Ennodio, nato ad Arles intorno al 473 ed educato a Pavia da una zia dopo esser diventato orfano dei genitori. Guarito da una grave malattia per intercessione di San Vittore prese gli ordini e nel 494 Epifanio, vescovo di Pavia, lo ordinò diacono. Nel 513 il clero e i fedeli di Pavia lo vollero come vescovo. Morì a Pavia il 17 luglio 521;
- Sant'Eleucadio, di origine orientale, nella seconda metà del II secolo fu il terzo vescovo di Ravenna e succedette a Sant’Apollinare. Ravenna dedicò una basilica a Eleucadio. Nel 751 Astolfo, re dei Longobardi re prese da Ravenna l'arca con le reliquie di Eleucadio e le trasportò in San Michele;
- Sant'Aldo eremita: si ritiene che Aldo abbia condotto la sua vita di monaco eremita prima nei dintorni di Bobbio poi di Carbonara al Ticino di Pavia. Il suo corpo passò dalla chiesa di San Colombano Maggiore a Pavia, per poi passare dalla Cattedrale e giungere infine a San Michele.

All'interno dell'altare della cripta sono conservante le seguenti reliquie:
- San Massimo, vescovo di Pavia e predecessore di Ennodio. Le sue reliquie, conservate fino al 1866 nella chiesa di San Luca, sono poi state traslate in San Michele;
- San Pietro I, vescovo di Pavia dal 730 al 743. I suoi resti conservati prima nella chiesa di San Giovanni in Borgo fino al 1805, poi trasportati nella chiesa di San Luca e quindi nel 1866 a San Michele;
- San Brizio, vescovo di Tours morto nel 444: Nel 1863, con una lettera dell'arcivescovo di Tours Joseph Hippolyte Guibert scritta al fabbriciere Carlo Dell'Acqua venne però alla luce che le reliquie non sono del santo vescovo di Tours. Numerose sono le reliquie conservate a San Michele, oltre a quelle presenti nell'altare della basilica e nell'altare della cripta, il catalogo stilato da don Pietro Agnelli conta circa 235 reliquie di cui 100 contenute in piccole teche. Le più rilevanti sono le seguenti[46]:

- la testa di San Barnaba apostolo: la reliquia giunta a San Michele nel 1799, si trova in una teca nella cappella della Madonna Addolorata;
- San Cornelio, 21º Papa dal 251 al 253, morto martire a Civitavecchia, le sue reliquie sono all'interno di un busto custodito in un armadio;
- San Saturnino martire, le sue reliquie custodite prima a Pavia nella chiesa di San Pietro in Vincoli. furono traslate nel 1799 a San Michele. L'urna è conservata sotto l'altare di Santa Lucia;
- San Cipriano, vescovo martire, nato a Cartagine nel 210 circa, dopo una vita dissipata a 25 anni entrò in crisi e con l'aiuto del prete Ceciliano si convertì al Cristianesimo, diventando sacerdote nel 248 e vescovo di Cartagine per acclamazione popolare nel 249. Morto decapitato nel 258. Le sue reliquie sono all'interno di un busto custodito in un armadio;
- Sant'Alessandro Sauli, nato a Milano nel 1534, vescovo di Aleria dal 1570 al 1591 e di Pavia dal 1591 al 1592 (anno in cui riconsacrò l'altare in San Michele). A Pavia fu docente all'università in teologia e filosofia. Morto nel 1592. Una sua reliquia è custodita in un ostensorio depositato in un armadio;
- San Carlo Borromeo, nato ad Arona nel 1538, vescovo nel 1563, divenne arcivescovo di Milano, ove morì nel 1584. Beatificato nel 1602 e canonizzato nel 1610, una sua reliquia è contenuta in un ostensorio custodito in un armadio;
- Beato Lanfranco, nato a Pavia nel 1005, divenuto arcivescovo di Canterbury nel 1070 e morto nel 1089. La reliquia fu donata a san Michele nel 1867 dal cardinale Trevisanato, patriarca di Venezia;
- Beato Martino Salimbene, notaio pavese, morto forse nel 1457, il suo corpo fu sepolto in una chiesa di San Giovanni in borgo, nel 1866 le sue reliquie furono traslate in San Michele, in un’urna nella cripta;
- Reliquia della Croce di Gesù, dono dell'imperatore Ottone alle monache del soppresso Monastero di San Felice e donata a San Michele dal canonico Barbieri. Si trova nella cappella della Madonna Addolorata.